# Lista de asteroides (375001-376000)
Esta é uma lista parcial de asteroides, do asteroide número 375001 até o 376000, inclusive. Veja também o índice com todas as listas disponíveis.

| Objeto Próximos à Terra | Cinturão de asteroides (interno) | Cinturão de asteroides (externo) | Centauro       |
| Cruzador de Marte       | Cinturão de asteroides (meio)    | Troianos de Júpiter              | Transnetuniano |

Veja mais dados de cada asteroide na ligação externa para o Minor Planet Center na última coluna.
Índice: 375001... 375101... 375201... 375301... 375401... 375501... 375601... 375701... 375801... 375901... 

## 375001–375100
| Designação         | Designação | Descoberta  | Descoberta        | Descobridor(es)       | Categoria | Mais informações / Referência |
| Permanente         | Provisória | Data        | Local             | Descobridor(es)       | Categoria | Mais informações / Referência |
| ------------------ | ---------- | ----------- | ----------------- | --------------------- | --------- | ----------------------------- |
| 375001             | 2007 FX13  | 19 mar 2007 | Mount Lemmon      | Mount Lemmon Survey   | —         | MPC                           |
| 375002             | 2007 FK16  | 6 fev 2007  | Kitt Peak         | Spacewatch            | —         | MPC                           |
| 375003             | 2007 FZ27  | 20 mar 2007 | Mount Lemmon      | Mount Lemmon Survey   | —         | MPC                           |
| 375004             | 2007 FP37  | 26 mar 2007 | Mount Lemmon      | Mount Lemmon Survey   | —         | MPC                           |
| 375005 Newsome     | 2007 FM42  | 26 mar 2007 | Calvin-Rehoboth   | Calvin–Rehoboth Obs.  | —         | MPC                           |
| 375006             | 2007 GU    | 7 abr 2007  | Mount Lemmon      | Mount Lemmon Survey   | —         | MPC                           |
| 375007 Buxy        | 2007 GQ5   | 14 abr 2007 | Nogales           | J.-C. Merlin          | —         | MPC                           |
| 375008             | 2007 GO9   | 8 abr 2007  | Purple Mountain   | PMO NEO               | —         | MPC                           |
| 375009             | 2007 GN15  | 11 abr 2007 | Mount Lemmon      | Mount Lemmon Survey   | —         | MPC                           |
| 375010             | 2007 GW19  | 11 abr 2007 | Kitt Peak         | Spacewatch            | —         | MPC                           |
| 375011             | 2007 GD21  | 11 abr 2007 | Mount Lemmon      | Mount Lemmon Survey   | —         | MPC                           |
| 375012             | 2007 GD22  | 11 abr 2007 | Mount Lemmon      | Mount Lemmon Survey   | Themis    | MPC                           |
| 375013             | 2007 GE22  | 11 abr 2007 | Mount Lemmon      | Mount Lemmon Survey   | —         | MPC                           |
| 375014             | 2007 GD28  | 15 abr 2007 | Kitt Peak         | Spacewatch            | —         | MPC                           |
| 375015             | 2007 GA34  | 13 abr 2007 | Siding Spring     | SSS                   | —         | MPC                           |
| 375016             | 2007 GQ36  | 14 abr 2007 | Kitt Peak         | Spacewatch            | —         | MPC                           |
| 375017             | 2007 GO39  | 14 abr 2007 | Kitt Peak         | Spacewatch            | —         | MPC                           |
| 375018             | 2007 GN40  | 14 abr 2007 | Kitt Peak         | Spacewatch            | —         | MPC                           |
| 375019             | 2007 GA41  | 14 abr 2007 | Kitt Peak         | Spacewatch            | —         | MPC                           |
| 375020             | 2007 GP49  | 15 abr 2007 | Kitt Peak         | Spacewatch            | Eos       | MPC                           |
| 375021             | 2007 GY51  | 9 jan 2006  | Mount Lemmon      | Mount Lemmon Survey   | —         | MPC                           |
| 375022             | 2007 GJ56  | 15 abr 2007 | Kitt Peak         | Spacewatch            | —         | MPC                           |
| 375023             | 2007 GJ63  | 15 abr 2007 | Kitt Peak         | Spacewatch            | —         | MPC                           |
| 375024             | 2007 GE66  | 15 abr 2007 | Kitt Peak         | Spacewatch            | —         | MPC                           |
| 375025             | 2007 GR72  | 15 abr 2007 | Catalina          | CSS                   | —         | MPC                           |
| 375026             | 2007 GU74  | 14 abr 2007 | Mount Lemmon      | Mount Lemmon Survey   | —         | MPC                           |
| 375027             | 2007 GD76  | 15 abr 2007 | Kitt Peak         | Spacewatch            | —         | MPC                           |
| 375028             | 2007 GK76  | 11 abr 2007 | Kitt Peak         | Spacewatch            | —         | MPC                           |
| 375029             | 2007 HP6   | 20 mar 2007 | Mount Lemmon      | Mount Lemmon Survey   | —         | MPC                           |
| 375030             | 2007 HH14  | 19 abr 2007 | Mount Lemmon      | Mount Lemmon Survey   | —         | MPC                           |
| 375031             | 2007 HM17  | 16 abr 2007 | Anderson Mesa     | LONEOS                | —         | MPC                           |
| 375032             | 2007 HC18  | 16 abr 2007 | Catalina          | CSS                   | —         | MPC                           |
| 375033             | 2007 HS18  | 16 abr 2007 | Catalina          | CSS                   | —         | MPC                           |
| 375034             | 2007 HH40  | 20 abr 2007 | Mount Lemmon      | Mount Lemmon Survey   | —         | MPC                           |
| 375035             | 2007 HO60  | 20 abr 2007 | Socorro           | LINEAR                | —         | MPC                           |
| 375036             | 2007 HW61  | 22 abr 2007 | Kitt Peak         | Spacewatch            | —         | MPC                           |
| 375037             | 2007 HU63  | 22 abr 2007 | Mount Lemmon      | Mount Lemmon Survey   | —         | MPC                           |
| 375038             | 2007 HC76  | 22 abr 2007 | Kitt Peak         | Spacewatch            | —         | MPC                           |
| 375039             | 2007 HF76  | 22 abr 2007 | Kitt Peak         | Spacewatch            | —         | MPC                           |
| 375040             | 2007 HC77  | 23 abr 2007 | Kitt Peak         | Spacewatch            | —         | MPC                           |
| 375041             | 2007 HL87  | 24 abr 2007 | Kitt Peak         | Spacewatch            | —         | MPC                           |
| 375042             | 2007 JC5   | 8 mai 2007  | Anderson Mesa     | LONEOS                | Juno      | MPC                           |
| 375043 Zengweizhou | 2007 JV22  | 11 mai 2007 | Lulin Observatory | Q.-z. Ye, H.-C. Lin   | —         | MPC                           |
| 375044             | 2007 JZ23  | 9 mai 2007  | Mount Lemmon      | Mount Lemmon Survey   | —         | MPC                           |
| 375045             | 2007 JV27  | 10 mai 2007 | Kitt Peak         | Spacewatch            | —         | MPC                           |
| 375046             | 2007 JJ31  | 12 mai 2007 | Mount Lemmon      | Mount Lemmon Survey   | Phocaea   | MPC                           |
| 375047             | 2007 JN40  | 12 mai 2007 | Kitt Peak         | Spacewatch            | —         | MPC                           |
| 375048             | 2007 LY10  | 9 jun 2007  | Kitt Peak         | Spacewatch            | —         | MPC                           |
| 375049             | 2007 LS11  | 9 jun 2007  | Kitt Peak         | Spacewatch            | —         | MPC                           |
| 375050             | 2007 LJ22  | 13 jun 2007 | Kitt Peak         | Spacewatch            | Eos       | MPC                           |
| 375051             | 2007 LL24  | 14 jun 2007 | Kitt Peak         | Spacewatch            | —         | MPC                           |
| 375052             | 2007 LW27  | 15 jun 2007 | Kitt Peak         | Spacewatch            | —         | MPC                           |
| 375053             | 2007 NW4   | 13 jul 2007 | Reedy Creek       | J. Broughton          | —         | MPC                           |
| 375054             | 2007 PF6   | 8 ago 2007  | Socorro           | LINEAR                | —         | MPC                           |
| 375055             | 2007 PB10  | 8 ago 2007  | Socorro           | LINEAR                | —         | MPC                           |
| 375056             | 2007 PY26  | 7 ago 2007  | Palomar           | Palomar Obs.          | Ursula    | MPC                           |
| 375057             | 2007 PS29  | 8 ago 2007  | Socorro           | LINEAR                | —         | MPC                           |
| 375058             | 2007 PU35  | 11 ago 2007 | Anderson Mesa     | LONEOS                | —         | MPC                           |
| 375059             | 2007 PM46  | 16 fev 1999 | Caussols          | ODAS                  | —         | MPC                           |
| 375060             | 2007 PA49  | 10 ago 2007 | Kitt Peak         | Spacewatch            | —         | MPC                           |
| 375061             | 2007 PM50  | 10 ago 2007 | Kitt Peak         | Spacewatch            | —         | MPC                           |
| 375062             | 2007 PQ50  | 10 ago 2007 | Kitt Peak         | Spacewatch            | —         | MPC                           |
| 375063             | 2007 PV50  | 10 ago 2007 | Kitt Peak         | Spacewatch            | —         | MPC                           |
| 375064             | 2007 QH    | 16 ago 2007 | Bisei SG Center   | BATTeRS               | —         | MPC                           |
| 375065             | 2007 QS17  | 23 ago 2007 | Kitt Peak         | Spacewatch            | —         | MPC                           |
| 375066             | 2007 RZ4   | 31 ago 2007 | Siding Spring     | K. Sárneczky, L. Kiss | —         | MPC                           |
| 375067             | 2007 RJ6   | 6 set 2007  | Vicques           | M. Ory                | Ursula    | MPC                           |
| 375068             | 2007 RU14  | 11 set 2007 | Dauban            | Chante-Perdrix Obs.   | —         | MPC                           |
| 375069             | 2007 RE20  | 12 set 2007 | Hibiscus          | N. Teamo, J.-C. Pelle | —         | MPC                           |
| 375070             | 2007 RF31  | 5 set 2007  | Catalina          | CSS                   | —         | MPC                           |
| 375071             | 2007 RM40  | 9 set 2007  | Kitt Peak         | Spacewatch            | —         | MPC                           |
| 375072             | 2007 RR40  | 9 set 2007  | Kitt Peak         | Spacewatch            | —         | MPC                           |
| 375073             | 2007 RC48  | 9 set 2007  | Mount Lemmon      | Mount Lemmon Survey   | —         | MPC                           |
| 375074             | 2007 RK59  | 10 set 2007 | Kitt Peak         | Spacewatch            | —         | MPC                           |
| 375075             | 2007 RR59  | 10 set 2007 | Mount Lemmon      | Mount Lemmon Survey   | —         | MPC                           |
| 375076             | 2007 RQ60  | 10 set 2007 | Catalina          | CSS                   | —         | MPC                           |
| 375077             | 2007 RW60  | 10 set 2007 | Catalina          | CSS                   | —         | MPC                           |
| 375078             | 2007 RQ61  | 10 set 2007 | Mount Lemmon      | Mount Lemmon Survey   | Brangane  | MPC                           |
| 375079             | 2007 RD69  | 10 set 2007 | Kitt Peak         | Spacewatch            | —         | MPC                           |
| 375080             | 2007 RD73  | 10 set 2007 | Mount Lemmon      | Mount Lemmon Survey   | —         | MPC                           |
| 375081             | 2007 RY82  | 10 set 2007 | Mount Lemmon      | Mount Lemmon Survey   | —         | MPC                           |
| 375082             | 2007 RP111 | 11 set 2007 | Kitt Peak         | Spacewatch            | —         | MPC                           |
| 375083             | 2007 RQ135 | 13 set 2007 | Kitt Peak         | Spacewatch            | —         | MPC                           |
| 375084             | 2007 RJ172 | 10 set 2007 | Kitt Peak         | Spacewatch            | —         | MPC                           |
| 375085             | 2007 RR189 | 10 set 2007 | Kitt Peak         | Spacewatch            | Mitidika  | MPC                           |
| 375086             | 2007 RW191 | 11 set 2007 | Kitt Peak         | Spacewatch            | —         | MPC                           |
| 375087             | 2007 RC208 | 10 set 2007 | Kitt Peak         | Spacewatch            | —         | MPC                           |
| 375088             | 2007 RR212 | 12 set 2007 | Catalina          | CSS                   | —         | MPC                           |
| 375089             | 2007 RA219 | 14 set 2007 | Mount Lemmon      | Mount Lemmon Survey   | —         | MPC                           |
| 375090             | 2007 RJ242 | 15 set 2007 | Socorro           | LINEAR                | —         | MPC                           |
| 375091             | 2007 RP291 | 12 set 2007 | Mount Lemmon      | Mount Lemmon Survey   | —         | MPC                           |
| 375092             | 2007 RC298 | 8 set 2007  | Anderson Mesa     | LONEOS                | —         | MPC                           |
| 375093             | 2007 RC310 | 4 set 2007  | Catalina          | CSS                   | —         | MPC                           |
| 375094             | 2007 RD313 | 4 set 2007  | Catalina          | CSS                   | —         | MPC                           |
| 375095             | 2007 RL317 | 10 set 2007 | Mount Lemmon      | Mount Lemmon Survey   | Mitidika  | MPC                           |
| 375096             | 2007 RM320 | 13 set 2007 | Mount Lemmon      | Mount Lemmon Survey   | Ursula    | MPC                           |
| 375097             | 2007 RU321 | 9 set 2007  | Kitt Peak         | Spacewatch            | Brangane  | MPC                           |
| 375098             | 2007 SL10  | 19 set 2007 | Kitt Peak         | Spacewatch            | Ursula    | MPC                           |
| 375099             | 2007 TM1   | 2 out 2007  | Siding Spring     | SSS                   | —         | MPC                           |
| 375100             | 2007 TU9   | 6 out 2007  | Socorro           | LINEAR                | —         | MPC                           |

## 375101–375200
| Designação    | Designação | Descoberta  | Descoberta        | Descobridor(es)     | Categoria | Mais informações / Referência |
| Permanente    | Provisória | Data        | Local             | Descobridor(es)     | Categoria | Mais informações / Referência |
| ------------- | ---------- | ----------- | ----------------- | ------------------- | --------- | ----------------------------- |
| 375101        | 2007 TB44  | 7 out 2007  | Kitt Peak         | Spacewatch          | —         | MPC                           |
| 375102        | 2007 TT52  | 4 out 2007  | Kitt Peak         | Spacewatch          | —         | MPC                           |
| 375103        | 2007 TD71  | 13 out 2007 | Siding Spring     | SSS                 | —         | MPC                           |
| 375104        | 2007 TL75  | 4 out 2007  | Catalina          | CSS                 | —         | MPC                           |
| 375105        | 2007 TS79  | 6 out 2007  | 7300 Observatory  | W. K. Y. Yeung      | —         | MPC                           |
| 375106        | 2007 TT128 | 6 out 2007  | Kitt Peak         | Spacewatch          | —         | MPC                           |
| 375107        | 2007 TN130 | 6 jun 2005  | Kitt Peak         | Spacewatch          | —         | MPC                           |
| 375108        | 2007 TE144 | 6 out 2007  | Socorro           | LINEAR              | —         | MPC                           |
| 375109        | 2007 TX170 | 12 out 2007 | Dauban            | Chante-Perdrix Obs. | —         | MPC                           |
| 375110        | 2007 TX219 | 8 out 2007  | Mount Lemmon      | Mount Lemmon Survey | —         | MPC                           |
| 375111        | 2007 TG255 | 12 set 2007 | Kitt Peak         | Spacewatch          | —         | MPC                           |
| 375112        | 2007 TD280 | 6 set 2007  | Anderson Mesa     | LONEOS              | —         | MPC                           |
| 375113        | 2007 TF284 | 11 set 2007 | Črni Vrh          | Črni Vrh            | —         | MPC                           |
| 375114        | 2007 TP286 | 4 nov 1996  | Kitt Peak         | Spacewatch          | —         | MPC                           |
| 375115        | 2007 TK294 | 10 out 2007 | Mount Lemmon      | Mount Lemmon Survey | —         | MPC                           |
| 375116        | 2007 TO308 | 9 out 2007  | Mount Lemmon      | Mount Lemmon Survey | —         | MPC                           |
| 375117        | 2007 TW339 | 9 out 2007  | Mount Lemmon      | Mount Lemmon Survey | —         | MPC                           |
| 375118        | 2007 TW410 | 15 out 2007 | Catalina          | CSS                 | —         | MPC                           |
| 375119        | 2007 TS440 | 8 out 2007  | Catalina          | CSS                 | —         | MPC                           |
| 375120        | 2007 TU446 | 10 out 2007 | Catalina          | CSS                 | —         | MPC                           |
| 375121        | 2007 TB451 | 14 out 2007 | Catalina          | CSS                 | —         | MPC                           |
| 375122        | 2007 UR25  | 16 out 2007 | Kitt Peak         | Spacewatch          | —         | MPC                           |
| 375123        | 2007 UX77  | 30 out 2007 | Kitt Peak         | Spacewatch          | —         | MPC                           |
| 375124        | 2007 UC119 | 30 out 2007 | Mount Lemmon      | Mount Lemmon Survey | —         | MPC                           |
| 375125        | 2007 VH127 | 1 nov 2007  | Mount Lemmon      | Mount Lemmon Survey | —         | MPC                           |
| 375126        | 2007 VY184 | 11 nov 2007 | Bisei SG Center   | BATTeRS             | —         | MPC                           |
| 375127        | 2007 VZ184 | 11 nov 2007 | Bisei SG Center   | BATTeRS             | Mitidika  | MPC                           |
| 375128        | 2007 VR218 | 7 mai 2006  | Mount Lemmon      | Mount Lemmon Survey | —         | MPC                           |
| 375129        | 2007 VM250 | 15 nov 2007 | Mount Lemmon      | Mount Lemmon Survey | —         | MPC                           |
| 375130        | 2007 VH266 | 2 nov 2007  | Kitt Peak         | Spacewatch          | —         | MPC                           |
| 375131        | 2007 VL300 | 14 nov 2007 | Anderson Mesa     | LONEOS              | —         | MPC                           |
| 375132        | 2007 WR39  | 17 nov 2007 | Catalina          | CSS                 | —         | MPC                           |
| 375133        | 2007 WS49  | 4 nov 2007  | Kitt Peak         | Spacewatch          | —         | MPC                           |
| 375134        | 2007 WU57  | 20 nov 2007 | Mount Lemmon      | Mount Lemmon Survey | —         | MPC                           |
| 375135        | 2007 YF54  | 31 dez 2007 | Mount Lemmon      | Mount Lemmon Survey | —         | MPC                           |
| 375136        | 2007 YF70  | 30 dez 2007 | Kitt Peak         | Spacewatch          | —         | MPC                           |
| 375137        | 2007 YA74  | 31 dez 2007 | Kitt Peak         | Spacewatch          | —         | MPC                           |
| 375138        | 2008 AK11  | 10 jan 2008 | Mount Lemmon      | Mount Lemmon Survey | —         | MPC                           |
| 375139        | 2008 AF31  | 19 dez 2007 | Mount Lemmon      | Mount Lemmon Survey | —         | MPC                           |
| 375140        | 2008 AU43  | 10 jan 2008 | Kitt Peak         | Spacewatch          | —         | MPC                           |
| 375141        | 2008 AS76  | 12 jan 2008 | Kitt Peak         | Spacewatch          | —         | MPC                           |
| 375142        | 2008 AC80  | 12 jan 2008 | Kitt Peak         | Spacewatch          | —         | MPC                           |
| 375143        | 2008 AL118 | 10 jan 2008 | Mount Lemmon      | Mount Lemmon Survey | —         | MPC                           |
| 375144        | 2008 AO134 | 3 jan 2008  | XuYi              | PMO NEO             | —         | MPC                           |
| 375145        | 2008 AK137 | 15 jan 2008 | Kitt Peak         | Spacewatch          | —         | MPC                           |
| 375146        | 2008 BD11  | 11 nov 2007 | Mount Lemmon      | Mount Lemmon Survey | —         | MPC                           |
| 375147        | 2008 BR22  | 31 jan 2008 | Mount Lemmon      | Mount Lemmon Survey | —         | MPC                           |
| 375148        | 2008 BQ25  | 30 jan 2008 | Mount Lemmon      | Mount Lemmon Survey | —         | MPC                           |
| 375149        | 2008 BA46  | 30 jan 2008 | Eskridge          | G. Hug              | —         | MPC                           |
| 375150        | 2008 CD11  | 3 fev 2008  | Kitt Peak         | Spacewatch          | —         | MPC                           |
| 375151        | 2008 CN24  | 1 fev 2008  | Kitt Peak         | Spacewatch          | —         | MPC                           |
| 375152        | 2008 CZ34  | 2 fev 2008  | Kitt Peak         | Spacewatch          | —         | MPC                           |
| 375153        | 2008 CS39  | 2 fev 2008  | Mount Lemmon      | Mount Lemmon Survey | —         | MPC                           |
| 375154        | 2008 CO43  | 2 fev 2008  | Kitt Peak         | Spacewatch          | —         | MPC                           |
| 375155        | 2008 CR87  | 7 fev 2008  | Mount Lemmon      | Mount Lemmon Survey | —         | MPC                           |
| 375156        | 2008 CZ116 | 11 fev 2008 | Taunus            | E. Schwab, R. Kling | —         | MPC                           |
| 375157        | 2008 CA132 | 8 fev 2008  | Kitt Peak         | Spacewatch          | —         | MPC                           |
| 375158        | 2008 CG138 | 1 fev 2008  | Kitt Peak         | Spacewatch          | —         | MPC                           |
| 375159        | 2008 CX139 | 8 fev 2008  | Catalina          | CSS                 | —         | MPC                           |
| 375160        | 2008 CN140 | 8 fev 2008  | Kitt Peak         | Spacewatch          | —         | MPC                           |
| 375161        | 2008 CS153 | 9 fev 2008  | Kitt Peak         | Spacewatch          | —         | MPC                           |
| 375162        | 2008 CM159 | 9 fev 2008  | Kitt Peak         | Spacewatch          | —         | MPC                           |
| 375163        | 2008 CM162 | 10 fev 2008 | Kitt Peak         | Spacewatch          | Mitidika  | MPC                           |
| 375164        | 2008 CF179 | 6 fev 2008  | Catalina          | CSS                 | —         | MPC                           |
| 375165        | 2008 CH179 | 6 fev 2008  | Catalina          | CSS                 | —         | MPC                           |
| 375166        | 2008 CZ194 | 13 fev 2008 | Mount Lemmon      | Mount Lemmon Survey | —         | MPC                           |
| 375167        | 2008 CX196 | 8 fev 2008  | Kitt Peak         | Spacewatch          | Mitidika  | MPC                           |
| 375168        | 2008 CO212 | 8 fev 2008  | Kitt Peak         | Spacewatch          | —         | MPC                           |
| 375169        | 2008 CG213 | 18 nov 2007 | Mount Lemmon      | Mount Lemmon Survey | —         | MPC                           |
| 375170        | 2008 CV214 | 12 fev 2008 | Mount Lemmon      | Mount Lemmon Survey | —         | MPC                           |
| 375171        | 2008 CG215 | 13 fev 2008 | Socorro           | LINEAR              | —         | MPC                           |
| 375172        | 2008 CS215 | 13 fev 2008 | Mount Lemmon      | Mount Lemmon Survey | —         | MPC                           |
| 375173        | 2008 DV4   | 5 dez 2007  | Mount Lemmon      | Mount Lemmon Survey | —         | MPC                           |
| 375174        | 2008 DD9   | 15 jan 2008 | Mount Lemmon      | Mount Lemmon Survey | —         | MPC                           |
| 375175        | 2008 DA17  | 28 out 2006 | Mount Lemmon      | Mount Lemmon Survey | Mitidika  | MPC                           |
| 375176 Béziau | 2008 DN21  | 28 fev 2008 | Nogales           | J.-C. Merlin        | —         | MPC                           |
| 375177        | 2008 DN23  | 24 fev 2008 | Kitt Peak         | Spacewatch          | Mitidika  | MPC                           |
| 375178        | 2008 DR27  | 1 abr 2005  | Bergisch Gladbach | W. Bickel           | —         | MPC                           |
| 375179        | 2008 DS36  | 27 fev 2008 | Mount Lemmon      | Mount Lemmon Survey | Juno      | MPC                           |
| 375180        | 2008 DB38  | 27 fev 2008 | Kitt Peak         | Spacewatch          | —         | MPC                           |
| 375181        | 2008 DS53  | 29 fev 2008 | Mount Lemmon      | Mount Lemmon Survey | —         | MPC                           |
| 375182        | 2008 DU55  | 27 fev 2008 | Kitt Peak         | Spacewatch          | —         | MPC                           |
| 375183        | 2008 DV63  | 28 fev 2008 | Mount Lemmon      | Mount Lemmon Survey | —         | MPC                           |
| 375184        | 2008 DM73  | 27 fev 2008 | Mount Lemmon      | Mount Lemmon Survey | —         | MPC                           |
| 375185        | 2008 DO75  | 7 fev 2008  | Kitt Peak         | Spacewatch          | —         | MPC                           |
| 375186        | 2008 DA76  | 28 fev 2008 | Mount Lemmon      | Mount Lemmon Survey | —         | MPC                           |
| 375187        | 2008 DM82  | 28 fev 2008 | Kitt Peak         | Spacewatch          | —         | MPC                           |
| 375188        | 2008 DT82  | 28 fev 2008 | Kitt Peak         | Spacewatch          | —         | MPC                           |
| 375189        | 2008 DY84  | 28 fev 2008 | Kitt Peak         | Spacewatch          | —         | MPC                           |
| 375190        | 2008 DR88  | 26 fev 2008 | Kitt Peak         | Spacewatch          | —         | MPC                           |
| 375191        | 2008 EE1   | 3 mar 2008  | Dauban            | F. Kugel            | —         | MPC                           |
| 375192        | 2008 EF14  | 1 mar 2008  | Kitt Peak         | Spacewatch          | —         | MPC                           |
| 375193        | 2008 EW22  | 3 mar 2008  | Catalina          | CSS                 | —         | MPC                           |
| 375194        | 2008 EM29  | 4 mar 2008  | Mount Lemmon      | Mount Lemmon Survey | —         | MPC                           |
| 375195        | 2008 EZ31  | 6 mar 2008  | Jarnac            | Jarnac Obs.         | —         | MPC                           |
| 375196        | 2008 EC33  | 1 mar 2008  | Kitt Peak         | Spacewatch          | —         | MPC                           |
| 375197        | 2008 EJ33  | 1 mar 2008  | Kitt Peak         | Spacewatch          | —         | MPC                           |
| 375198        | 2008 EZ38  | 4 mar 2008  | Kitt Peak         | Spacewatch          | —         | MPC                           |
| 375199        | 2008 EH40  | 4 mar 2008  | Kitt Peak         | Spacewatch          | —         | MPC                           |
| 375200        | 2008 EC70  | 15 jan 2008 | Mount Lemmon      | Mount Lemmon Survey | —         | MPC                           |

## 375201–375300
| Designação | Designação | Descoberta  | Descoberta     | Descobridor(es)     | Categoria | Mais informações / Referência |
| Permanente | Provisória | Data        | Local          | Descobridor(es)     | Categoria | Mais informações / Referência |
| ---------- | ---------- | ----------- | -------------- | ------------------- | --------- | ----------------------------- |
| 375201     | 2008 EK74  | 7 mar 2008  | Kitt Peak      | Spacewatch          | —         | MPC                           |
| 375202     | 2008 EE90  | 13 mar 2008 | Pla D'Arguines | R. Ferrando         | —         | MPC                           |
| 375203     | 2008 EB96  | 6 mar 2008  | Mount Lemmon   | Mount Lemmon Survey | —         | MPC                           |
| 375204     | 2008 EO98  | 3 mar 2008  | Catalina       | CSS                 | —         | MPC                           |
| 375205     | 2008 EA102 | 5 mar 2008  | Mount Lemmon   | Mount Lemmon Survey | —         | MPC                           |
| 375206     | 2008 EG111 | 1 mar 2008  | Kitt Peak      | Spacewatch          | —         | MPC                           |
| 375207     | 2008 EB117 | 8 mar 2008  | Kitt Peak      | Spacewatch          | —         | MPC                           |
| 375208     | 2008 ED121 | 9 mar 2008  | Kitt Peak      | Spacewatch          | —         | MPC                           |
| 375209     | 2008 EC135 | 11 mar 2008 | Kitt Peak      | Spacewatch          | —         | MPC                           |
| 375210     | 2008 EG148 | 1 mar 2008  | Kitt Peak      | Spacewatch          | —         | MPC                           |
| 375211     | 2008 EQ163 | 12 mar 2008 | Kitt Peak      | Spacewatch          | —         | MPC                           |
| 375212     | 2008 FA3   | 25 mar 2008 | Kitt Peak      | Spacewatch          | —         | MPC                           |
| 375213     | 2008 FX11  | 26 mar 2008 | Mount Lemmon   | Mount Lemmon Survey | —         | MPC                           |
| 375214     | 2008 FQ12  | 8 fev 2008  | Kitt Peak      | Spacewatch          | —         | MPC                           |
| 375215     | 2008 FJ15  | 26 mar 2008 | Kitt Peak      | Spacewatch          | —         | MPC                           |
| 375216     | 2008 FR26  | 27 mar 2008 | Kitt Peak      | Spacewatch          | Mitidika  | MPC                           |
| 375217     | 2008 FS26  | 27 mar 2008 | Kitt Peak      | Spacewatch          | —         | MPC                           |
| 375218     | 2008 FE35  | 28 mar 2008 | Mount Lemmon   | Mount Lemmon Survey | —         | MPC                           |
| 375219     | 2008 FX42  | 10 fev 2008 | Mount Lemmon   | Mount Lemmon Survey | —         | MPC                           |
| 375220     | 2008 FN46  | 28 mar 2008 | Mount Lemmon   | Mount Lemmon Survey | —         | MPC                           |
| 375221     | 2008 FD50  | 28 mar 2008 | Mount Lemmon   | Mount Lemmon Survey | —         | MPC                           |
| 375222     | 2008 FE51  | 22 jul 1995 | Kitt Peak      | Spacewatch          | —         | MPC                           |
| 375223     | 2008 FV52  | 28 mar 2008 | Mount Lemmon   | Mount Lemmon Survey | —         | MPC                           |
| 375224     | 2008 FG54  | 28 mar 2008 | Mount Lemmon   | Mount Lemmon Survey | —         | MPC                           |
| 375225     | 2008 FN57  | 28 mar 2008 | Mount Lemmon   | Mount Lemmon Survey | —         | MPC                           |
| 375226     | 2008 FU65  | 28 mar 2008 | Mount Lemmon   | Mount Lemmon Survey | —         | MPC                           |
| 375227     | 2008 FP68  | 28 mar 2008 | Mount Lemmon   | Mount Lemmon Survey | —         | MPC                           |
| 375228     | 2008 FK77  | 27 mar 2008 | Mount Lemmon   | Mount Lemmon Survey | —         | MPC                           |
| 375229     | 2008 FE83  | 28 mar 2008 | Kitt Peak      | Spacewatch          | —         | MPC                           |
| 375230     | 2008 FJ87  | 28 mar 2008 | Mount Lemmon   | Mount Lemmon Survey | —         | MPC                           |
| 375231     | 2008 FZ93  | 29 mar 2008 | Kitt Peak      | Spacewatch          | —         | MPC                           |
| 375232     | 2008 FA99  | 30 mar 2008 | Kitt Peak      | Spacewatch          | —         | MPC                           |
| 375233     | 2008 FS101 | 30 mar 2008 | Kitt Peak      | Spacewatch          | —         | MPC                           |
| 375234     | 2008 FX103 | 30 mar 2008 | Kitt Peak      | Spacewatch          | —         | MPC                           |
| 375235     | 2008 FB112 | 31 mar 2008 | Mount Lemmon   | Mount Lemmon Survey | —         | MPC                           |
| 375236     | 2008 FN116 | 31 mar 2008 | Kitt Peak      | Spacewatch          | —         | MPC                           |
| 375237     | 2008 FA136 | 25 fev 1995 | Kitt Peak      | Spacewatch          | —         | MPC                           |
| 375238     | 2008 GW1   | 11 mar 2008 | Kitt Peak      | Spacewatch          | —         | MPC                           |
| 375239     | 2008 GX8   | 29 fev 2008 | Kitt Peak      | Spacewatch          | —         | MPC                           |
| 375240     | 2008 GL9   | 1 abr 2008  | Kitt Peak      | Spacewatch          | —         | MPC                           |
| 375241     | 2008 GM11  | 1 abr 2008  | Kitt Peak      | Spacewatch          | —         | MPC                           |
| 375242     | 2008 GP28  | 3 abr 2008  | Kitt Peak      | Spacewatch          | —         | MPC                           |
| 375243     | 2008 GF32  | 3 abr 2008  | Kitt Peak      | Spacewatch          | —         | MPC                           |
| 375244     | 2008 GV36  | 3 abr 2008  | Kitt Peak      | Spacewatch          | —         | MPC                           |
| 375245     | 2008 GX44  | 4 abr 2008  | Kitt Peak      | Spacewatch          | —         | MPC                           |
| 375246     | 2008 GH51  | 5 abr 2008  | Mount Lemmon   | Mount Lemmon Survey | —         | MPC                           |
| 375247     | 2008 GG54  | 5 abr 2008  | Kitt Peak      | Spacewatch          | —         | MPC                           |
| 375248     | 2008 GJ67  | 6 abr 2008  | Kitt Peak      | Spacewatch          | —         | MPC                           |
| 375249     | 2008 GO67  | 6 abr 2008  | Kitt Peak      | Spacewatch          | —         | MPC                           |
| 375250     | 2008 GQ69  | 6 abr 2008  | Mount Lemmon   | Mount Lemmon Survey | —         | MPC                           |
| 375251     | 2008 GE82  | 8 abr 2008  | Kitt Peak      | Spacewatch          | —         | MPC                           |
| 375252     | 2008 GH89  | 6 abr 2008  | Kitt Peak      | Spacewatch          | —         | MPC                           |
| 375253     | 2008 GO91  | 13 mar 2007 | Mount Lemmon   | Mount Lemmon Survey | —         | MPC                           |
| 375254     | 2008 GQ91  | 6 abr 2008  | Mount Lemmon   | Mount Lemmon Survey | —         | MPC                           |
| 375255     | 2008 GU91  | 6 abr 2008  | Mount Lemmon   | Mount Lemmon Survey | —         | MPC                           |
| 375256     | 2008 GL94  | 7 abr 2008  | Kitt Peak      | Spacewatch          | —         | MPC                           |
| 375257     | 2008 GW100 | 9 abr 2008  | Kitt Peak      | Spacewatch          | —         | MPC                           |
| 375258     | 2008 GS105 | 16 dez 2006 | Kitt Peak      | Spacewatch          | —         | MPC                           |
| 375259     | 2008 GL115 | 11 abr 2008 | Kitt Peak      | Spacewatch          | —         | MPC                           |
| 375260     | 2008 GC116 | 11 abr 2008 | Kitt Peak      | Spacewatch          | —         | MPC                           |
| 375261     | 2008 GN117 | 30 mar 2008 | Kitt Peak      | Spacewatch          | —         | MPC                           |
| 375262     | 2008 GT130 | 6 abr 2008  | Kitt Peak      | Spacewatch          | —         | MPC                           |
| 375263     | 2008 GC131 | 7 abr 2008  | Kitt Peak      | Spacewatch          | —         | MPC                           |
| 375264     | 2008 GR139 | 27 set 2006 | Mount Lemmon   | Mount Lemmon Survey | —         | MPC                           |
| 375265     | 2008 GJ141 | 3 abr 2008  | Mount Lemmon   | Mount Lemmon Survey | —         | MPC                           |
| 375266     | 2008 GV141 | 15 abr 2008 | Mount Lemmon   | Mount Lemmon Survey | —         | MPC                           |
| 375267     | 2008 GJ143 | 6 abr 2008  | Catalina       | CSS                 | —         | MPC                           |
| 375268     | 2008 HA7   | 24 abr 2008 | Mount Lemmon   | Mount Lemmon Survey | —         | MPC                           |
| 375269     | 2008 HY11  | 24 abr 2008 | Kitt Peak      | Spacewatch          | —         | MPC                           |
| 375270     | 2008 HL16  | 25 abr 2008 | Kitt Peak      | Spacewatch          | Phocaea   | MPC                           |
| 375271     | 2008 HC22  | 26 abr 2008 | Kitt Peak      | Spacewatch          | —         | MPC                           |
| 375272     | 2008 HE38  | 30 abr 2008 | Socorro        | LINEAR              | —         | MPC                           |
| 375273     | 2008 HA42  | 5 mar 2008  | Mount Lemmon   | Mount Lemmon Survey | —         | MPC                           |
| 375274     | 2008 HD47  | 28 abr 2008 | Mount Lemmon   | Mount Lemmon Survey | —         | MPC                           |
| 375275     | 2008 HP51  | 29 abr 2008 | Kitt Peak      | Spacewatch          | —         | MPC                           |
| 375276     | 2008 HJ54  | 29 abr 2008 | Kitt Peak      | Spacewatch          | —         | MPC                           |
| 375277     | 2008 HF58  | 30 abr 2008 | Mount Lemmon   | Mount Lemmon Survey | —         | MPC                           |
| 375278     | 2008 HM61  | 14 abr 2008 | Kitt Peak      | Spacewatch          | —         | MPC                           |
| 375279     | 2008 HT67  | 30 abr 2008 | Mount Lemmon   | Mount Lemmon Survey | Phocaea   | MPC                           |
| 375280     | 2008 HA68  | 16 abr 2008 | Mount Lemmon   | Mount Lemmon Survey | —         | MPC                           |
| 375281     | 2008 JT36  | 5 mai 2008  | Mount Lemmon   | Mount Lemmon Survey | —         | MPC                           |
| 375282     | 2008 KH2   | 27 mai 2008 | Kitt Peak      | Spacewatch          | —         | MPC                           |
| 375283     | 2008 KZ12  | 27 mai 2008 | Kitt Peak      | Spacewatch          | —         | MPC                           |
| 375284     | 2008 KJ20  | 28 mai 2008 | Kitt Peak      | Spacewatch          | —         | MPC                           |
| 375285     | 2008 KT27  | 30 mai 2008 | Kitt Peak      | Spacewatch          | —         | MPC                           |
| 375286     | 2008 KG37  | 29 mai 2008 | Kitt Peak      | Spacewatch          | Phocaea   | MPC                           |
| 375287     | 2008 KM40  | 7 mai 2008  | Mount Lemmon   | Mount Lemmon Survey | —         | MPC                           |
| 375288     | 2008 LE1   | 1 jun 2008  | Mount Lemmon   | Mount Lemmon Survey | —         | MPC                           |
| 375289     | 2008 LL5   | 24 mai 2004 | Socorro        | LINEAR              | Flora     | MPC                           |
| 375290     | 2008 LB13  | 3 mai 2008  | Mount Lemmon   | Mount Lemmon Survey | —         | MPC                           |
| 375291     | 2008 LR13  | 7 jun 2008  | Kitt Peak      | Spacewatch          | —         | MPC                           |
| 375292     | 2008 LH16  | 10 jun 2008 | Kitt Peak      | Spacewatch          | —         | MPC                           |
| 375293     | 2008 OL1   | 26 jul 2008 | La Sagra       | Mallorca Obs.       | —         | MPC                           |
| 375294     | 2008 OU3   | 25 jul 2008 | Siding Spring  | SSS                 | Eos       | MPC                           |
| 375295     | 2008 OP9   | 29 jul 2008 | La Sagra       | Mallorca Obs.       | —         | MPC                           |
| 375296     | 2008 PH7   | 5 ago 2008  | La Sagra       | Mallorca Obs.       | —         | MPC                           |
| 375297     | 2008 PQ7   | 5 ago 2008  | La Sagra       | Mallorca Obs.       | —         | MPC                           |
| 375298     | 2008 PP10  | 7 ago 2008  | La Sagra       | Mallorca Obs.       | —         | MPC                           |
| 375299     | 2008 PZ10  | 10 out 2004 | Socorro        | LINEAR              | —         | MPC                           |
| 375300     | 2008 PN16  | 28 jul 2008 | Črni Vrh       | Črni Vrh            | —         | MPC                           |

## 375301–375400
| Designação | Designação | Descoberta  | Descoberta       | Descobridor(es)     | Categoria | Mais informações / Referência |
| Permanente | Provisória | Data        | Local            | Descobridor(es)     | Categoria | Mais informações / Referência |
| ---------- | ---------- | ----------- | ---------------- | ------------------- | --------- | ----------------------------- |
| 375301     | 2008 PS16  | 11 ago 2008 | Črni Vrh         | Črni Vrh            | —         | MPC                           |
| 375302     | 2008 PJ21  | 6 ago 2008  | Siding Spring    | SSS                 | —         | MPC                           |
| 375303     | 2008 QU12  | 26 ago 2008 | La Sagra         | Mallorca Obs.       | —         | MPC                           |
| 375304     | 2008 QM21  | 29 jul 2008 | Mount Lemmon     | Mount Lemmon Survey | Eos       | MPC                           |
| 375305     | 2008 QR21  | 26 ago 2008 | Socorro          | LINEAR              | —         | MPC                           |
| 375306     | 2008 QT33  | 27 ago 2008 | La Sagra         | Mallorca Obs.       | —         | MPC                           |
| 375307     | 2008 QT39  | 24 ago 2008 | Kitt Peak        | Spacewatch          | —         | MPC                           |
| 375308     | 2008 RV10  | 3 set 2008  | Kitt Peak        | Spacewatch          | —         | MPC                           |
| 375309     | 2008 RJ17  | 4 set 2008  | Kitt Peak        | Spacewatch          | —         | MPC                           |
| 375310     | 2008 RR18  | 4 set 2008  | Kitt Peak        | Spacewatch          | —         | MPC                           |
| 375311     | 2008 RM26  | 8 set 2008  | Altschwendt      | W. Ries             | —         | MPC                           |
| 375312     | 2008 RY34  | 2 set 2008  | Kitt Peak        | Spacewatch          | —         | MPC                           |
| 375313     | 2008 RD39  | 2 set 2008  | Kitt Peak        | Spacewatch          | —         | MPC                           |
| 375314     | 2008 RG41  | 2 set 2008  | Kitt Peak        | Spacewatch          | —         | MPC                           |
| 375315     | 2008 RG48  | 3 set 2008  | La Sagra         | Mallorca Obs.       | —         | MPC                           |
| 375316     | 2008 RK62  | 4 set 2008  | Kitt Peak        | Spacewatch          | —         | MPC                           |
| 375317     | 2008 RC69  | 4 set 2008  | Kitt Peak        | Spacewatch          | —         | MPC                           |
| 375318     | 2008 RO79  | 2 set 2008  | La Sagra         | Mallorca Obs.       | Eos       | MPC                           |
| 375319     | 2008 RK82  | 4 set 2008  | Kitt Peak        | Spacewatch          | —         | MPC                           |
| 375320     | 2008 RW83  | 29 jul 2008 | Mount Lemmon     | Mount Lemmon Survey | —         | MPC                           |
| 375321     | 2008 RV87  | 5 set 2008  | Kitt Peak        | Spacewatch          | Brangane  | MPC                           |
| 375322     | 2008 RJ98  | 2 set 2008  | Moletai          | Molėtai Obs.        | —         | MPC                           |
| 375323     | 2008 RQ101 | 2 set 2008  | Kitt Peak        | Spacewatch          | —         | MPC                           |
| 375324     | 2008 RA102 | 25 fev 2006 | Kitt Peak        | Spacewatch          | —         | MPC                           |
| 375325     | 2008 RZ102 | 4 set 2008  | Kitt Peak        | Spacewatch          | —         | MPC                           |
| 375326     | 2008 RY107 | 9 set 2008  | Mount Lemmon     | Mount Lemmon Survey | Themis    | MPC                           |
| 375327     | 2008 RM117 | 9 set 2008  | Mount Lemmon     | Mount Lemmon Survey | —         | MPC                           |
| 375328     | 2008 RN117 | 9 set 2008  | Mount Lemmon     | Mount Lemmon Survey | —         | MPC                           |
| 375329     | 2008 RJ130 | 9 set 2008  | Mount Lemmon     | Mount Lemmon Survey | —         | MPC                           |
| 375330     | 2008 RZ131 | 6 set 2008  | Catalina         | CSS                 | —         | MPC                           |
| 375331     | 2008 RR136 | 4 set 2008  | Kitt Peak        | Spacewatch          | Eos       | MPC                           |
| 375332     | 2008 RD142 | 5 set 2008  | Socorro          | LINEAR              | —         | MPC                           |
| 375333     | 2008 RJ143 | 3 set 2008  | Kitt Peak        | Spacewatch          | —         | MPC                           |
| 375334     | 2008 RF145 | 6 set 2008  | Kitt Peak        | Spacewatch          | —         | MPC                           |
| 375335     | 2008 SN    | 18 set 2008 | Sandlot          | G. Hug              | —         | MPC                           |
| 375336     | 2008 SV    | 21 set 2008 | Hibiscus         | N. Teamo            | —         | MPC                           |
| 375337     | 2008 SM3   | 22 set 2008 | Socorro          | LINEAR              | —         | MPC                           |
| 375338     | 2008 SN8   | 22 set 2008 | Socorro          | LINEAR              | —         | MPC                           |
| 375339     | 2008 SN20  | 2 set 2008  | Kitt Peak        | Spacewatch          | Brangane  | MPC                           |
| 375340     | 2008 SZ20  | 9 set 2008  | Mount Lemmon     | Mount Lemmon Survey | —         | MPC                           |
| 375341     | 2008 SL21  | 19 set 2008 | Kitt Peak        | Spacewatch          | —         | MPC                           |
| 375342     | 2008 SU27  | 19 set 2008 | Kitt Peak        | Spacewatch          | —         | MPC                           |
| 375343     | 2008 SJ30  | 7 set 2008  | Catalina         | CSS                 | —         | MPC                           |
| 375344     | 2008 SV31  | 20 set 2008 | Kitt Peak        | Spacewatch          | —         | MPC                           |
| 375345     | 2008 SZ49  | 20 set 2008 | Mount Lemmon     | Mount Lemmon Survey | —         | MPC                           |
| 375346     | 2008 SA50  | 20 set 2008 | Mount Lemmon     | Mount Lemmon Survey | —         | MPC                           |
| 375347     | 2008 SU50  | 20 set 2008 | Mount Lemmon     | Mount Lemmon Survey | —         | MPC                           |
| 375348     | 2008 SX51  | 20 set 2008 | Mount Lemmon     | Mount Lemmon Survey | —         | MPC                           |
| 375349     | 2008 SE52  | 20 set 2008 | Mount Lemmon     | Mount Lemmon Survey | —         | MPC                           |
| 375350     | 2008 SE58  | 20 set 2008 | Kitt Peak        | Spacewatch          | —         | MPC                           |
| 375351     | 2008 SL58  | 20 set 2008 | Kitt Peak        | Spacewatch          | —         | MPC                           |
| 375352     | 2008 SS58  | 20 set 2008 | Kitt Peak        | Spacewatch          | —         | MPC                           |
| 375353     | 2008 SP60  | 20 set 2008 | Catalina         | CSS                 | —         | MPC                           |
| 375354     | 2008 SX76  | 23 set 2008 | Mount Lemmon     | Mount Lemmon Survey | —         | MPC                           |
| 375355     | 2008 SR80  | 23 set 2008 | Mount Lemmon     | Mount Lemmon Survey | —         | MPC                           |
| 375356     | 2008 SL88  | 20 set 2008 | Mount Lemmon     | Mount Lemmon Survey | —         | MPC                           |
| 375357     | 2008 SB95  | 21 set 2008 | Kitt Peak        | Spacewatch          | Brangane  | MPC                           |
| 375358     | 2008 SU101 | 21 set 2008 | Mount Lemmon     | Mount Lemmon Survey | —         | MPC                           |
| 375359     | 2008 SX102 | 21 set 2008 | Kitt Peak        | Spacewatch          | —         | MPC                           |
| 375360     | 2008 SA106 | 21 set 2008 | Kitt Peak        | Spacewatch          | —         | MPC                           |
| 375361     | 2008 SN116 | 22 set 2008 | Kitt Peak        | Spacewatch          | —         | MPC                           |
| 375362     | 2008 SW119 | 22 set 2008 | Mount Lemmon     | Mount Lemmon Survey | —         | MPC                           |
| 375363     | 2008 SG120 | 22 set 2008 | Mount Lemmon     | Mount Lemmon Survey | —         | MPC                           |
| 375364     | 2008 SR121 | 22 set 2008 | Mount Lemmon     | Mount Lemmon Survey | —         | MPC                           |
| 375365     | 2008 SB124 | 22 set 2008 | Mount Lemmon     | Mount Lemmon Survey | —         | MPC                           |
| 375366     | 2008 SU124 | 22 set 2008 | Mount Lemmon     | Mount Lemmon Survey | —         | MPC                           |
| 375367     | 2008 SY128 | 22 set 2008 | Kitt Peak        | Spacewatch          | —         | MPC                           |
| 375368     | 2008 SZ128 | 22 set 2008 | Kitt Peak        | Spacewatch          | Brangane  | MPC                           |
| 375369     | 2008 SS130 | 22 set 2008 | Kitt Peak        | Spacewatch          | —         | MPC                           |
| 375370     | 2008 SS132 | 22 set 2008 | Kitt Peak        | Spacewatch          | Brangane  | MPC                           |
| 375371     | 2008 SD133 | 22 set 2008 | Kitt Peak        | Spacewatch          | —         | MPC                           |
| 375372     | 2008 SF136 | 23 set 2008 | Kitt Peak        | Spacewatch          | Brangane  | MPC                           |
| 375373     | 2008 SN140 | 24 set 2008 | Mount Lemmon     | Mount Lemmon Survey | —         | MPC                           |
| 375374     | 2008 SS146 | 23 set 2008 | Kitt Peak        | Spacewatch          | —         | MPC                           |
| 375375     | 2008 SR147 | 25 set 2008 | Goodricke-Pigott | R. A. Tucker        | —         | MPC                           |
| 375376     | 2008 SF149 | 23 set 2008 | Kitt Peak        | Spacewatch          | Brangane  | MPC                           |
| 375377     | 2008 SR149 | 28 set 2008 | Dauban           | F. Kugel            | Chimaera  | MPC                           |
| 375378     | 2008 SX153 | 23 ago 2008 | Kitt Peak        | Spacewatch          | —         | MPC                           |
| 375379     | 2008 SP163 | 3 set 2008  | Kitt Peak        | Spacewatch          | —         | MPC                           |
| 375380     | 2008 SJ168 | 30 set 2008 | Socorro          | LINEAR              | —         | MPC                           |
| 375381     | 2008 SN180 | 24 set 2008 | Kitt Peak        | Spacewatch          | —         | MPC                           |
| 375382     | 2008 SU183 | 24 set 2008 | Kitt Peak        | Spacewatch          | —         | MPC                           |
| 375383     | 2008 SY197 | 25 set 2008 | Kitt Peak        | Spacewatch          | —         | MPC                           |
| 375384     | 2008 SE198 | 25 set 2008 | Kitt Peak        | Spacewatch          | —         | MPC                           |
| 375385     | 2008 SO198 | 25 set 2008 | Kitt Peak        | Spacewatch          | —         | MPC                           |
| 375386     | 2008 SJ200 | 26 set 2008 | Kitt Peak        | Spacewatch          | —         | MPC                           |
| 375387     | 2008 SW201 | 26 set 2008 | Kitt Peak        | Spacewatch          | Brangane  | MPC                           |
| 375388     | 2008 SB204 | 26 set 2008 | Kitt Peak        | Spacewatch          | —         | MPC                           |
| 375389     | 2008 SP219 | 30 set 2008 | La Sagra         | Mallorca Obs.       | —         | MPC                           |
| 375390     | 2008 SU220 | 25 set 2008 | Kitt Peak        | Spacewatch          | —         | MPC                           |
| 375391     | 2008 SK224 | 26 set 2008 | Kitt Peak        | Spacewatch          | Eos       | MPC                           |
| 375392     | 2008 SP224 | 26 set 2008 | Kitt Peak        | Spacewatch          | —         | MPC                           |
| 375393     | 2008 SX236 | 21 out 2003 | Kitt Peak        | Spacewatch          | Brangane  | MPC                           |
| 375394     | 2008 SJ238 | 29 set 2008 | Kitt Peak        | Spacewatch          | —         | MPC                           |
| 375395     | 2008 SC240 | 21 set 2008 | Kitt Peak        | Spacewatch          | —         | MPC                           |
| 375396     | 2008 SN242 | 29 set 2008 | Kitt Peak        | Spacewatch          | —         | MPC                           |
| 375397     | 2008 SO242 | 29 set 2008 | Kitt Peak        | Spacewatch          | —         | MPC                           |
| 375398     | 2008 ST249 | 23 set 2008 | Kitt Peak        | Spacewatch          | —         | MPC                           |
| 375399     | 2008 SS250 | 24 set 2008 | Catalina         | CSS                 | —         | MPC                           |
| 375400     | 2008 SU250 | 24 set 2008 | Kitt Peak        | Spacewatch          | —         | MPC                           |

## 375401–375500
| Designação | Designação | Descoberta  | Descoberta     | Descobridor(es)     | Categoria | Mais informações / Referência |
| Permanente | Provisória | Data        | Local          | Descobridor(es)     | Categoria | Mais informações / Referência |
| ---------- | ---------- | ----------- | -------------- | ------------------- | --------- | ----------------------------- |
| 375401     | 2008 SX252 | 21 set 2008 | Kitt Peak      | Spacewatch          | —         | MPC                           |
| 375402     | 2008 SQ254 | 22 set 2008 | Catalina       | CSS                 | —         | MPC                           |
| 375403     | 2008 SM255 | 24 set 2008 | Kitt Peak      | Spacewatch          | —         | MPC                           |
| 375404     | 2008 SO258 | 22 set 2008 | Mount Lemmon   | Mount Lemmon Survey | —         | MPC                           |
| 375405     | 2008 ST262 | 24 set 2008 | Kitt Peak      | Spacewatch          | —         | MPC                           |
| 375406     | 2008 SO265 | 28 set 2008 | Mount Lemmon   | Mount Lemmon Survey | —         | MPC                           |
| 375407     | 2008 SW265 | 29 set 2008 | Kitt Peak      | Spacewatch          | —         | MPC                           |
| 375408     | 2008 SL268 | 26 set 2008 | Kitt Peak      | Spacewatch          | —         | MPC                           |
| 375409     | 2008 SK269 | 21 set 2008 | Catalina       | CSS                 | —         | MPC                           |
| 375410     | 2008 SA274 | 24 set 2008 | Mount Lemmon   | Mount Lemmon Survey | —         | MPC                           |
| 375411     | 2008 SP282 | 22 set 2008 | Kitt Peak      | Spacewatch          | —         | MPC                           |
| 375412     | 2008 SM283 | 22 set 2008 | Mount Lemmon   | Mount Lemmon Survey | —         | MPC                           |
| 375413     | 2008 ST283 | 23 set 2008 | Kitt Peak      | Spacewatch          | —         | MPC                           |
| 375414     | 2008 SR285 | 21 set 2008 | Kitt Peak      | Spacewatch          | —         | MPC                           |
| 375415     | 2008 SZ286 | 23 set 2008 | Catalina       | CSS                 | —         | MPC                           |
| 375416     | 2008 SF293 | 29 set 2008 | Catalina       | CSS                 | —         | MPC                           |
| 375417     | 2008 SJ297 | 29 set 2008 | Catalina       | CSS                 | —         | MPC                           |
| 375418     | 2008 SJ298 | 21 set 2008 | Kitt Peak      | Spacewatch          | Brangane  | MPC                           |
| 375419     | 2008 SE302 | 23 set 2008 | Kitt Peak      | Spacewatch          | —         | MPC                           |
| 375420     | 2008 SD306 | 28 set 2008 | Mount Lemmon   | Mount Lemmon Survey | —         | MPC                           |
| 375421     | 2008 SM307 | 29 set 2008 | Catalina       | CSS                 | —         | MPC                           |
| 375422     | 2008 SV307 | 29 set 2008 | Catalina       | CSS                 | —         | MPC                           |
| 375423     | 2008 SP308 | 30 set 2008 | Catalina       | CSS                 | —         | MPC                           |
| 375424     | 2008 SZ309 | 22 set 2008 | Mount Lemmon   | Mount Lemmon Survey | —         | MPC                           |
| 375425     | 2008 TT6   | 3 out 2008  | La Sagra       | Mallorca Obs.       | —         | MPC                           |
| 375426     | 2008 TF10  | 8 mar 2005  | Mount Lemmon   | Mount Lemmon Survey | Ursula    | MPC                           |
| 375427     | 2008 TJ12  | 1 out 2008  | Mount Lemmon   | Mount Lemmon Survey | —         | MPC                           |
| 375428     | 2008 TM27  | 1 out 2008  | La Sagra       | Mallorca Obs.       | —         | MPC                           |
| 375429     | 2008 TN30  | 1 out 2008  | Kitt Peak      | Spacewatch          | Maria     | MPC                           |
| 375430     | 2008 TA33  | 1 out 2008  | Kitt Peak      | Spacewatch          | —         | MPC                           |
| 375431     | 2008 TK38  | 1 out 2008  | Catalina       | CSS                 | —         | MPC                           |
| 375432     | 2008 TY51  | 2 out 2008  | Kitt Peak      | Spacewatch          | —         | MPC                           |
| 375433     | 2008 TZ51  | 2 out 2008  | Kitt Peak      | Spacewatch          | —         | MPC                           |
| 375434     | 2008 TZ52  | 2 out 2008  | Kitt Peak      | Spacewatch          | —         | MPC                           |
| 375435     | 2008 TK56  | 2 out 2008  | Kitt Peak      | Spacewatch          | Brangane  | MPC                           |
| 375436     | 2008 TW58  | 2 out 2008  | Kitt Peak      | Spacewatch          | —         | MPC                           |
| 375437     | 2008 TQ70  | 2 out 2008  | Kitt Peak      | Spacewatch          | Brangane  | MPC                           |
| 375438     | 2008 TO74  | 2 out 2008  | Kitt Peak      | Spacewatch          | —         | MPC                           |
| 375439     | 2008 TK77  | 2 set 2008  | Kitt Peak      | Spacewatch          | —         | MPC                           |
| 375440     | 2008 TL77  | 2 out 2008  | Mount Lemmon   | Mount Lemmon Survey | —         | MPC                           |
| 375441     | 2008 TG78  | 2 out 2008  | Mount Lemmon   | Mount Lemmon Survey | —         | MPC                           |
| 375442     | 2008 TT79  | 6 set 2008  | Mount Lemmon   | Mount Lemmon Survey | Brangane  | MPC                           |
| 375443     | 2008 TM84  | 3 out 2008  | Kitt Peak      | Spacewatch          | —         | MPC                           |
| 375444     | 2008 TN86  | 3 out 2008  | Mount Lemmon   | Mount Lemmon Survey | —         | MPC                           |
| 375445     | 2008 TQ87  | 25 set 2008 | Kitt Peak      | Spacewatch          | —         | MPC                           |
| 375446     | 2008 TZ87  | 3 out 2008  | Kitt Peak      | Spacewatch          | —         | MPC                           |
| 375447     | 2008 TA90  | 25 set 2008 | Kitt Peak      | Spacewatch          | —         | MPC                           |
| 375448     | 2008 TS90  | 3 out 2008  | Kitt Peak      | Spacewatch          | —         | MPC                           |
| 375449     | 2008 TL92  | 4 out 2008  | La Sagra       | Mallorca Obs.       | —         | MPC                           |
| 375450     | 2008 TA94  | 5 out 2008  | La Sagra       | Mallorca Obs.       | —         | MPC                           |
| 375451     | 2008 TV95  | 6 out 2008  | Kitt Peak      | Spacewatch          | Brangane  | MPC                           |
| 375452     | 2008 TO96  | 6 out 2008  | Kitt Peak      | Spacewatch          | —         | MPC                           |
| 375453     | 2008 TO100 | 6 out 2008  | Kitt Peak      | Spacewatch          | —         | MPC                           |
| 375454     | 2008 TY102 | 6 out 2008  | Kitt Peak      | Spacewatch          | —         | MPC                           |
| 375455     | 2008 TC106 | 6 out 2008  | Mount Lemmon   | Mount Lemmon Survey | Maria     | MPC                           |
| 375456     | 2008 TZ108 | 6 out 2008  | Mount Lemmon   | Mount Lemmon Survey | —         | MPC                           |
| 375457     | 2008 TC122 | 7 out 2008  | Catalina       | CSS                 | —         | MPC                           |
| 375458     | 2008 TT124 | 8 out 2008  | Mount Lemmon   | Mount Lemmon Survey | —         | MPC                           |
| 375459     | 2008 TA125 | 8 out 2008  | Mount Lemmon   | Mount Lemmon Survey | —         | MPC                           |
| 375460     | 2008 TS128 | 8 out 2008  | Catalina       | CSS                 | —         | MPC                           |
| 375461     | 2008 TG148 | 9 out 2008  | Mount Lemmon   | Mount Lemmon Survey | —         | MPC                           |
| 375462     | 2008 TQ151 | 9 out 2008  | Mount Lemmon   | Mount Lemmon Survey | —         | MPC                           |
| 375463     | 2008 TD153 | 9 out 2008  | Mount Lemmon   | Mount Lemmon Survey | —         | MPC                           |
| 375464     | 2008 TF164 | 1 out 2008  | Mount Lemmon   | Mount Lemmon Survey | —         | MPC                           |
| 375465     | 2008 TN165 | 2 out 2008  | Mount Lemmon   | Mount Lemmon Survey | —         | MPC                           |
| 375466     | 2008 TA166 | 6 out 2008  | Catalina       | CSS                 | —         | MPC                           |
| 375467     | 2008 TM169 | 7 out 2008  | Kitt Peak      | Spacewatch          | Ursula    | MPC                           |
| 375468     | 2008 TZ171 | 8 out 2008  | Kitt Peak      | Spacewatch          | —         | MPC                           |
| 375469     | 2008 TZ177 | 1 out 2008  | Catalina       | CSS                 | —         | MPC                           |
| 375470     | 2008 TZ183 | 3 out 2008  | Socorro        | LINEAR              | —         | MPC                           |
| 375471     | 2008 TD186 | 7 out 2008  | Mount Lemmon   | Mount Lemmon Survey | —         | MPC                           |
| 375472     | 2008 TB188 | 9 out 2008  | Kitt Peak      | Spacewatch          | —         | MPC                           |
| 375473     | 2008 UH1   | 21 out 2008 | Great Shefford | P. Birtwhistle      | Brangane  | MPC                           |
| 375474     | 2008 US7   | 17 out 2008 | Kitt Peak      | Spacewatch          | —         | MPC                           |
| 375475     | 2008 UB12  | 17 out 2008 | Kitt Peak      | Spacewatch          | —         | MPC                           |
| 375476     | 2008 UT17  | 18 out 2008 | Kitt Peak      | Spacewatch          | —         | MPC                           |
| 375477     | 2008 UU19  | 20 set 2008 | Kitt Peak      | Spacewatch          | —         | MPC                           |
| 375478     | 2008 UQ21  | 19 out 2008 | Kitt Peak      | Spacewatch          | —         | MPC                           |
| 375479     | 2008 UB25  | 20 out 2008 | Mount Lemmon   | Mount Lemmon Survey | Maria     | MPC                           |
| 375480     | 2008 UE29  | 20 out 2008 | Kitt Peak      | Spacewatch          | —         | MPC                           |
| 375481     | 2008 UL30  | 20 out 2008 | Kitt Peak      | Spacewatch          | —         | MPC                           |
| 375482     | 2008 UY31  | 20 out 2008 | Kitt Peak      | Spacewatch          | —         | MPC                           |
| 375483     | 2008 UE32  | 26 set 2008 | Kitt Peak      | Spacewatch          | —         | MPC                           |
| 375484     | 2008 UD33  | 20 out 2008 | Kitt Peak      | Spacewatch          | —         | MPC                           |
| 375485     | 2008 UA38  | 25 dez 2003 | Kitt Peak      | Spacewatch          | —         | MPC                           |
| 375486     | 2008 UW40  | 20 out 2008 | Kitt Peak      | Spacewatch          | —         | MPC                           |
| 375487     | 2008 UM42  | 20 out 2008 | Kitt Peak      | Spacewatch          | Eos       | MPC                           |
| 375488     | 2008 UC46  | 20 out 2008 | Kitt Peak      | Spacewatch          | Ursula    | MPC                           |
| 375489     | 2008 UK46  | 20 out 2008 | Kitt Peak      | Spacewatch          | —         | MPC                           |
| 375490     | 2008 UR47  | 20 out 2008 | Kitt Peak      | Spacewatch          | —         | MPC                           |
| 375491     | 2008 UB52  | 20 out 2008 | Mount Lemmon   | Mount Lemmon Survey | —         | MPC                           |
| 375492     | 2008 UV53  | 20 out 2008 | Kitt Peak      | Spacewatch          | Brangane  | MPC                           |
| 375493     | 2008 UC58  | 21 out 2008 | Kitt Peak      | Spacewatch          | —         | MPC                           |
| 375494     | 2008 UH59  | 21 out 2008 | Mount Lemmon   | Mount Lemmon Survey | —         | MPC                           |
| 375495     | 2008 UL60  | 21 out 2008 | Kitt Peak      | Spacewatch          | —         | MPC                           |
| 375496     | 2008 UL63  | 21 out 2008 | Kitt Peak      | Spacewatch          | —         | MPC                           |
| 375497     | 2008 UO71  | 21 out 2008 | Mount Lemmon   | Mount Lemmon Survey | —         | MPC                           |
| 375498     | 2008 UR71  | 21 out 2008 | Mount Lemmon   | Mount Lemmon Survey | —         | MPC                           |
| 375499     | 2008 UL74  | 21 out 2008 | Kitt Peak      | Spacewatch          | —         | MPC                           |
| 375500     | 2008 UW74  | 21 out 2008 | Kitt Peak      | Spacewatch          | —         | MPC                           |

## 375501–375600
| Designação | Designação | Descoberta  | Descoberta    | Descobridor(es)     | Categoria | Mais informações / Referência |
| Permanente | Provisória | Data        | Local         | Descobridor(es)     | Categoria | Mais informações / Referência |
| ---------- | ---------- | ----------- | ------------- | ------------------- | --------- | ----------------------------- |
| 375501     | 2008 UP76  | 21 out 2008 | Kitt Peak     | Spacewatch          | —         | MPC                           |
| 375502     | 2008 UJ77  | 21 out 2008 | Kitt Peak     | Spacewatch          | —         | MPC                           |
| 375503     | 2008 UX77  | 21 out 2008 | Kitt Peak     | Spacewatch          | —         | MPC                           |
| 375504     | 2008 UJ86  | 23 out 2008 | Kitt Peak     | Spacewatch          | —         | MPC                           |
| 375505     | 2008 UN90  | 27 out 2008 | Catalina      | CSS                 | —         | MPC                           |
| 375506     | 2008 UC99  | 29 out 2008 | Socorro       | LINEAR              | —         | MPC                           |
| 375507     | 2008 UH101 | 20 out 2008 | Kitt Peak     | Spacewatch          | —         | MPC                           |
| 375508     | 2008 UL105 | 20 out 2008 | Mount Lemmon  | Mount Lemmon Survey | —         | MPC                           |
| 375509     | 2008 UZ110 | 22 out 2008 | Kitt Peak     | Spacewatch          | —         | MPC                           |
| 375510     | 2008 UF111 | 22 out 2008 | Kitt Peak     | Spacewatch          | —         | MPC                           |
| 375511     | 2008 UO111 | 22 out 2008 | Kitt Peak     | Spacewatch          | —         | MPC                           |
| 375512     | 2008 UJ112 | 22 out 2008 | Kitt Peak     | Spacewatch          | —         | MPC                           |
| 375513     | 2008 UX112 | 9 out 2008  | Kitt Peak     | Spacewatch          | —         | MPC                           |
| 375514     | 2008 UA117 | 22 out 2008 | Kitt Peak     | Spacewatch          | —         | MPC                           |
| 375515     | 2008 UE122 | 22 out 2008 | Kitt Peak     | Spacewatch          | —         | MPC                           |
| 375516     | 2008 UG125 | 22 out 2008 | Kitt Peak     | Spacewatch          | Brangane  | MPC                           |
| 375517     | 2008 UX125 | 22 out 2008 | Kitt Peak     | Spacewatch          | —         | MPC                           |
| 375518     | 2008 US129 | 10 out 2008 | Mount Lemmon  | Mount Lemmon Survey | —         | MPC                           |
| 375519     | 2008 UT133 | 23 out 2008 | Kitt Peak     | Spacewatch          | —         | MPC                           |
| 375520     | 2008 UC140 | 23 out 2008 | Kitt Peak     | Spacewatch          | —         | MPC                           |
| 375521     | 2008 UQ140 | 23 out 2008 | Kitt Peak     | Spacewatch          | —         | MPC                           |
| 375522     | 2008 US142 | 23 out 2008 | Kitt Peak     | Spacewatch          | —         | MPC                           |
| 375523     | 2008 UU145 | 23 out 2008 | Kitt Peak     | Spacewatch          | —         | MPC                           |
| 375524     | 2008 UJ150 | 23 out 2008 | Mount Lemmon  | Mount Lemmon Survey | Brangane  | MPC                           |
| 375525     | 2008 UV153 | 23 out 2008 | Mount Lemmon  | Mount Lemmon Survey | —         | MPC                           |
| 375526     | 2008 UD159 | 23 out 2008 | Kitt Peak     | Spacewatch          | —         | MPC                           |
| 375527     | 2008 UR159 | 23 out 2008 | Kitt Peak     | Spacewatch          | Ursula    | MPC                           |
| 375528     | 2008 UU168 | 24 out 2008 | Kitt Peak     | Spacewatch          | Brangane  | MPC                           |
| 375529     | 2008 US169 | 24 out 2008 | Kitt Peak     | Spacewatch          | —         | MPC                           |
| 375530     | 2008 UV175 | 24 out 2008 | Mount Lemmon  | Mount Lemmon Survey | —         | MPC                           |
| 375531     | 2008 UV182 | 24 out 2008 | Mount Lemmon  | Mount Lemmon Survey | —         | MPC                           |
| 375532     | 2008 UJ184 | 24 out 2008 | Kitt Peak     | Spacewatch          | —         | MPC                           |
| 375533     | 2008 UZ184 | 24 out 2008 | Kitt Peak     | Spacewatch          | —         | MPC                           |
| 375534     | 2008 UY185 | 24 out 2008 | Kitt Peak     | Spacewatch          | —         | MPC                           |
| 375535     | 2008 UX186 | 24 out 2008 | Kitt Peak     | Spacewatch          | Juno      | MPC                           |
| 375536     | 2008 UN188 | 24 out 2008 | Kitt Peak     | Spacewatch          | Ursula    | MPC                           |
| 375537     | 2008 UJ193 | 25 out 2008 | Mount Lemmon  | Mount Lemmon Survey | —         | MPC                           |
| 375538     | 2008 UB201 | 28 out 2008 | Socorro       | LINEAR              | —         | MPC                           |
| 375539     | 2008 UK201 | 28 out 2008 | Socorro       | LINEAR              | —         | MPC                           |
| 375540     | 2008 US206 | 22 out 2008 | Siding Spring | SSS                 | —         | MPC                           |
| 375541     | 2008 UC214 | 24 out 2008 | Catalina      | CSS                 | —         | MPC                           |
| 375542     | 2008 UG214 | 24 out 2008 | Catalina      | CSS                 | —         | MPC                           |
| 375543     | 2008 UL216 | 24 out 2008 | Kitt Peak     | Spacewatch          | —         | MPC                           |
| 375544     | 2008 UX219 | 25 out 2008 | Kitt Peak     | Spacewatch          | —         | MPC                           |
| 375545     | 2008 UN232 | 26 out 2008 | Kitt Peak     | Spacewatch          | —         | MPC                           |
| 375546     | 2008 UL251 | 27 out 2008 | Kitt Peak     | Spacewatch          | —         | MPC                           |
| 375547     | 2008 UO251 | 27 out 2008 | Kitt Peak     | Spacewatch          | —         | MPC                           |
| 375548     | 2008 UQ257 | 27 out 2008 | Kitt Peak     | Spacewatch          | Brangane  | MPC                           |
| 375549     | 2008 US268 | 28 out 2008 | Kitt Peak     | Spacewatch          | —         | MPC                           |
| 375550     | 2008 UA270 | 20 out 2008 | Kitt Peak     | Spacewatch          | —         | MPC                           |
| 375551     | 2008 UG271 | 28 out 2008 | Kitt Peak     | Spacewatch          | —         | MPC                           |
| 375552     | 2008 UQ283 | 28 out 2008 | Mount Lemmon  | Mount Lemmon Survey | —         | MPC                           |
| 375553     | 2008 UL293 | 29 out 2008 | Kitt Peak     | Spacewatch          | —         | MPC                           |
| 375554     | 2008 UC297 | 30 set 2003 | Kitt Peak     | Spacewatch          | —         | MPC                           |
| 375555     | 2008 UW303 | 8 out 2008  | Mount Lemmon  | Mount Lemmon Survey | Brangane  | MPC                           |
| 375556     | 2008 UQ309 | 30 out 2008 | Catalina      | CSS                 | —         | MPC                           |
| 375557     | 2008 UD311 | 4 set 2008  | Socorro       | LINEAR              | —         | MPC                           |
| 375558     | 2008 UV312 | 30 out 2008 | Kitt Peak     | Spacewatch          | Brangane  | MPC                           |
| 375559     | 2008 UB313 | 30 out 2008 | Kitt Peak     | Spacewatch          | —         | MPC                           |
| 375560     | 2008 UD313 | 17 out 2003 | Kitt Peak     | Spacewatch          | —         | MPC                           |
| 375561     | 2008 UE316 | 30 out 2008 | Kitt Peak     | Spacewatch          | —         | MPC                           |
| 375562     | 2008 UV321 | 23 set 2008 | Kitt Peak     | Spacewatch          | Ursula    | MPC                           |
| 375563     | 2008 UM322 | 31 out 2008 | Mount Lemmon  | Mount Lemmon Survey | —         | MPC                           |
| 375564     | 2008 UL323 | 31 out 2008 | Catalina      | CSS                 | Brangane  | MPC                           |
| 375565     | 2008 UO327 | 30 out 2008 | Catalina      | CSS                 | —         | MPC                           |
| 375566     | 2008 UZ329 | 31 out 2008 | Kitt Peak     | Spacewatch          | —         | MPC                           |
| 375567     | 2008 US331 | 31 out 2008 | Mount Lemmon  | Mount Lemmon Survey | —         | MPC                           |
| 375568     | 2008 UA335 | 20 out 2008 | Kitt Peak     | Spacewatch          | —         | MPC                           |
| 375569     | 2008 UR336 | 3 out 2008  | Mount Lemmon  | Mount Lemmon Survey | —         | MPC                           |
| 375570     | 2008 UB337 | 20 out 2008 | Kitt Peak     | Spacewatch          | Ursula    | MPC                           |
| 375571     | 2008 UU337 | 20 out 2008 | Kitt Peak     | Spacewatch          | —         | MPC                           |
| 375572     | 2008 UB343 | 20 out 2008 | Kitt Peak     | Spacewatch          | —         | MPC                           |
| 375573     | 2008 UG344 | 30 out 2008 | Catalina      | CSS                 | —         | MPC                           |
| 375574     | 2008 UL348 | 24 out 2008 | Kitt Peak     | Spacewatch          | Ursula    | MPC                           |
| 375575     | 2008 UD349 | 27 out 2008 | Mount Lemmon  | Mount Lemmon Survey | —         | MPC                           |
| 375576     | 2008 UT349 | 28 out 2008 | Mount Lemmon  | Mount Lemmon Survey | —         | MPC                           |
| 375577     | 2008 UP353 | 23 out 2008 | Kitt Peak     | Spacewatch          | —         | MPC                           |
| 375578     | 2008 UV355 | 27 out 2008 | Mount Lemmon  | Mount Lemmon Survey | —         | MPC                           |
| 375579     | 2008 UL358 | 26 out 2008 | Mount Lemmon  | Mount Lemmon Survey | —         | MPC                           |
| 375580     | 2008 UA361 | 25 out 2008 | Catalina      | CSS                 | —         | MPC                           |
| 375581     | 2008 UU369 | 30 out 2008 | Kitt Peak     | Spacewatch          | —         | MPC                           |
| 375582     | 2008 UK370 | 29 out 2008 | Socorro       | LINEAR              | —         | MPC                           |
| 375583     | 2008 VB2   | 2 nov 2008  | Socorro       | LINEAR              | —         | MPC                           |
| 375584     | 2008 VX2   | 21 out 2008 | Mount Lemmon  | Mount Lemmon Survey | —         | MPC                           |
| 375585     | 2008 VD12  | 2 nov 2008  | Mount Lemmon  | Mount Lemmon Survey | —         | MPC                           |
| 375586     | 2008 VB14  | 2 nov 2008  | Mount Lemmon  | Mount Lemmon Survey | —         | MPC                           |
| 375587     | 2008 VJ16  | 1 nov 2008  | Kitt Peak     | Spacewatch          | —         | MPC                           |
| 375588     | 2008 VK19  | 1 nov 2008  | Catalina      | CSS                 | —         | MPC                           |
| 375589     | 2008 VJ20  | 1 nov 2008  | Mount Lemmon  | Mount Lemmon Survey | —         | MPC                           |
| 375590     | 2008 VR25  | 2 nov 2008  | Kitt Peak     | Spacewatch          | —         | MPC                           |
| 375591     | 2008 VP29  | 2 nov 2008  | Kitt Peak     | Spacewatch          | Brangane  | MPC                           |
| 375592     | 2008 VX38  | 24 set 2008 | Mount Lemmon  | Mount Lemmon Survey | —         | MPC                           |
| 375593     | 2008 VZ39  | 2 nov 2008  | Kitt Peak     | Spacewatch          | —         | MPC                           |
| 375594     | 2008 VZ40  | 21 out 2008 | Kitt Peak     | Spacewatch          | —         | MPC                           |
| 375595     | 2008 VK48  | 3 nov 2008  | Kitt Peak     | Spacewatch          | —         | MPC                           |
| 375596     | 2008 VN58  | 7 nov 2008  | Kitt Peak     | Spacewatch          | —         | MPC                           |
| 375597     | 2008 VJ61  | 8 nov 2008  | Mount Lemmon  | Mount Lemmon Survey | Maria     | MPC                           |
| 375598     | 2008 VA74  | 7 nov 2008  | Mount Lemmon  | Mount Lemmon Survey | —         | MPC                           |
| 375599     | 2008 VY76  | 2 nov 2008  | Mount Lemmon  | Mount Lemmon Survey | —         | MPC                           |
| 375600     | 2008 VB77  | 2 nov 2008  | Mount Lemmon  | Mount Lemmon Survey | —         | MPC                           |

## 375601–375700
| Designação | Designação | Descoberta  | Descoberta       | Descobridor(es)      | Categoria | Mais informações / Referência |
| Permanente | Provisória | Data        | Local            | Descobridor(es)      | Categoria | Mais informações / Referência |
| ---------- | ---------- | ----------- | ---------------- | -------------------- | --------- | ----------------------------- |
| 375601     | 2008 VV78  | 8 nov 2008  | Kitt Peak        | Spacewatch           | —         | MPC                           |
| 375602     | 2008 WO5   | 17 nov 2008 | Kitt Peak        | Spacewatch           | —         | MPC                           |
| 375603     | 2008 WZ5   | 28 out 2008 | Kitt Peak        | Spacewatch           | —         | MPC                           |
| 375604     | 2008 WU12  | 18 nov 2008 | Catalina         | CSS                  | Ursula    | MPC                           |
| 375605     | 2008 WY12  | 27 out 2008 | Mount Lemmon     | Mount Lemmon Survey  | —         | MPC                           |
| 375606     | 2008 WE17  | 17 nov 2008 | Kitt Peak        | Spacewatch           | —         | MPC                           |
| 375607     | 2008 WL24  | 18 nov 2008 | Kitt Peak        | Spacewatch           | —         | MPC                           |
| 375608     | 2008 WB25  | 18 nov 2008 | Catalina         | CSS                  | —         | MPC                           |
| 375609     | 2008 WQ35  | 17 nov 2008 | Kitt Peak        | Spacewatch           | Ursula    | MPC                           |
| 375610     | 2008 WQ36  | 17 nov 2008 | Kitt Peak        | Spacewatch           | —         | MPC                           |
| 375611     | 2008 WA40  | 17 nov 2008 | Kitt Peak        | Spacewatch           | —         | MPC                           |
| 375612     | 2008 WY41  | 17 nov 2008 | Kitt Peak        | Spacewatch           | —         | MPC                           |
| 375613     | 2008 WG45  | 17 nov 2008 | Kitt Peak        | Spacewatch           | —         | MPC                           |
| 375614     | 2008 WY46  | 17 nov 2008 | Kitt Peak        | Spacewatch           | —         | MPC                           |
| 375615     | 2008 WY47  | 17 nov 2008 | Kitt Peak        | Spacewatch           | —         | MPC                           |
| 375616     | 2008 WZ47  | 17 nov 2008 | Kitt Peak        | Spacewatch           | Ursula    | MPC                           |
| 375617     | 2008 WX60  | 19 nov 2008 | Socorro          | LINEAR               | —         | MPC                           |
| 375618     | 2008 WS75  | 20 nov 2008 | Kitt Peak        | Spacewatch           | —         | MPC                           |
| 375619     | 2008 WJ85  | 20 nov 2008 | Kitt Peak        | Spacewatch           | —         | MPC                           |
| 375620     | 2008 WF88  | 21 nov 2008 | Mount Lemmon     | Mount Lemmon Survey  | —         | MPC                           |
| 375621     | 2008 WH93  | 17 nov 2008 | Catalina         | CSS                  | —         | MPC                           |
| 375622     | 2008 WL103 | 28 set 2008 | Mount Lemmon     | Mount Lemmon Survey  | —         | MPC                           |
| 375623     | 2008 WX105 | 2 nov 2008  | Catalina         | CSS                  | Brangane  | MPC                           |
| 375624     | 2008 WZ114 | 30 nov 2008 | Kitt Peak        | Spacewatch           | —         | MPC                           |
| 375625     | 2008 WM116 | 12 fev 2004 | Kitt Peak        | Spacewatch           | —         | MPC                           |
| 375626     | 2008 WP121 | 29 nov 2008 | Bergisch Gladbac | W. Bickel            | —         | MPC                           |
| 375627     | 2008 WK122 | 6 nov 2008  | Mount Lemmon     | Mount Lemmon Survey  | —         | MPC                           |
| 375628     | 2008 WX136 | 21 nov 2008 | Kitt Peak        | Spacewatch           | —         | MPC                           |
| 375629     | 2008 XB3   | 29 nov 1997 | Kitt Peak        | Spacewatch           | —         | MPC                           |
| 375630     | 2008 XW13  | 20 out 2008 | Kitt Peak        | Spacewatch           | —         | MPC                           |
| 375631     | 2008 XZ14  | 1 dez 2008  | Kitt Peak        | Spacewatch           | —         | MPC                           |
| 375632     | 2008 XV16  | 1 dez 2008  | Kitt Peak        | Spacewatch           | —         | MPC                           |
| 375633     | 2008 XA18  | 1 dez 2008  | Kitt Peak        | Spacewatch           | —         | MPC                           |
| 375634     | 2008 XO29  | 5 dez 2008  | Catalina         | CSS                  | —         | MPC                           |
| 375635     | 2008 XN48  | 4 dez 2008  | Mount Lemmon     | Mount Lemmon Survey  | —         | MPC                           |
| 375636     | 2008 XJ56  | 5 dez 2008  | Mount Lemmon     | Mount Lemmon Survey  | —         | MPC                           |
| 375637     | 2008 YC5   | 22 dez 2008 | Piszkéstető      | K. Sárneczky         | —         | MPC                           |
| 375638     | 2008 YK12  | 21 dez 2008 | Mount Lemmon     | Mount Lemmon Survey  | —         | MPC                           |
| 375639     | 2008 YX27  | 28 dez 2008 | Taunus           | S. Karge, R. Kling   | Ursula    | MPC                           |
| 375640     | 2008 YV42  | 29 dez 2008 | Kitt Peak        | Spacewatch           | Themis    | MPC                           |
| 375641     | 2008 YL66  | 29 dez 2008 | Catalina         | CSS                  | —         | MPC                           |
| 375642     | 2008 YK84  | 31 dez 2008 | Mount Lemmon     | Mount Lemmon Survey  | —         | MPC                           |
| 375643     | 2008 YL87  | 15 mar 2004 | Kitt Peak        | Spacewatch           | —         | MPC                           |
| 375644     | 2008 YF99  | 30 out 2007 | Mount Lemmon     | Mount Lemmon Survey  | —         | MPC                           |
| 375645     | 2008 YR110 | 31 dez 2008 | Kitt Peak        | Spacewatch           | —         | MPC                           |
| 375646     | 2008 YK128 | 30 dez 2008 | Purple Mountain  | PMO NEO              | —         | MPC                           |
| 375647     | 2008 YY155 | 22 dez 2008 | Catalina         | CSS                  | —         | MPC                           |
| 375648     | 2009 AX    | 1 jan 2009  | Kachina          | J. Hobart            | —         | MPC                           |
| 375649     | 2009 BZ    | 16 jan 2009 | Dauban           | F. Kugel             | —         | MPC                           |
| 375650     | 2009 BV17  | 16 jan 2009 | Mount Lemmon     | Mount Lemmon Survey  | —         | MPC                           |
| 375651     | 2009 BC27  | 29 ago 2005 | Kitt Peak        | Spacewatch           | Juno      | MPC                           |
| 375652     | 2009 BZ31  | 16 jan 2009 | Kitt Peak        | Spacewatch           | —         | MPC                           |
| 375653     | 2009 BJ60  | 16 jan 2009 | La Sagra         | Mallorca Obs.        | —         | MPC                           |
| 375654     | 2009 BW97  | 26 jan 2009 | Mount Lemmon     | Mount Lemmon Survey  | —         | MPC                           |
| 375655     | 2009 BV154 | 11 mar 2003 | Kitt Peak        | Spacewatch           | —         | MPC                           |
| 375656     | 2009 BA182 | 31 jan 2009 | Mount Lemmon     | Mount Lemmon Survey  | —         | MPC                           |
| 375657     | 2009 CP5   | 14 fev 2009 | Catalina         | CSS                  | —         | MPC                           |
| 375658     | 2009 CU27  | 1 fev 2009  | Kitt Peak        | Spacewatch           | —         | MPC                           |
| 375659     | 2009 CQ33  | 2 fev 2009  | Kitt Peak        | Spacewatch           | —         | MPC                           |
| 375660     | 2009 CB45  | 30 jan 2009 | Catalina         | CSS                  | —         | MPC                           |
| 375661     | 2009 DT17  | 19 fev 2009 | Mount Lemmon     | Mount Lemmon Survey  | —         | MPC                           |
| 375662     | 2009 DB48  | 20 fev 2009 | Catalina         | CSS                  | Juno      | MPC                           |
| 375663     | 2009 DW109 | 19 fev 2009 | Catalina         | CSS                  | —         | MPC                           |
| 375664     | 2009 DZ127 | 21 fev 2009 | Kitt Peak        | Spacewatch           | Pallas    | MPC                           |
| 375665     | 2009 DS141 | 27 fev 2009 | Mount Lemmon     | Mount Lemmon Survey  | Juno      | MPC                           |
| 375666     | 2009 EU3   | 15 mar 2009 | Kitt Peak        | Spacewatch           | —         | MPC                           |
| 375667     | 2009 EP20  | 1 mar 2009  | Kitt Peak        | Spacewatch           | —         | MPC                           |
| 375668     | 2009 FW1   | 17 mar 2009 | Taunus           | E. Schwab, R. Kling  | Juno      | MPC                           |
| 375669     | 2009 FA32  | 26 mar 2009 | Cerro Burek      | Alianza S4 Obs.      | —         | MPC                           |
| 375670     | 2009 FX50  | 28 mar 2009 | Kitt Peak        | Spacewatch           | —         | MPC                           |
| 375671     | 2009 FE54  | 29 mar 2009 | Mount Lemmon     | Mount Lemmon Survey  | —         | MPC                           |
| 375672     | 2009 FS65  | 19 mar 2009 | Calar Alto       | F. Hormuth           | —         | MPC                           |
| 375673     | 2009 FP73  | 25 mar 2009 | Mount Lemmon     | Mount Lemmon Survey  | —         | MPC                           |
| 375674     | 2009 HD5   | 16 mar 2009 | Kitt Peak        | Spacewatch           | —         | MPC                           |
| 375675     | 2009 HC6   | 17 abr 2009 | Kitt Peak        | Spacewatch           | —         | MPC                           |
| 375676     | 2009 HU13  | 17 mar 2009 | Kitt Peak        | Spacewatch           | —         | MPC                           |
| 375677     | 2009 HF20  | 17 abr 2009 | Catalina         | CSS                  | Juno      | MPC                           |
| 375678     | 2009 HH28  | 18 abr 2009 | Kitt Peak        | Spacewatch           | —         | MPC                           |
| 375679     | 2009 HO37  | 17 abr 2009 | Catalina         | CSS                  | —         | MPC                           |
| 375680     | 2009 HW40  | 20 abr 2009 | Kitt Peak        | Spacewatch           | —         | MPC                           |
| 375681     | 2009 HL41  | 20 abr 2009 | Kitt Peak        | Spacewatch           | —         | MPC                           |
| 375682     | 2009 HV94  | 29 abr 2009 | Cerro Burek      | Alianza S4 Obs.      | —         | MPC                           |
| 375683     | 2009 HD104 | 21 abr 2009 | Kitt Peak        | Spacewatch           | —         | MPC                           |
| 375684     | 2009 HV105 | 21 abr 2002 | Kitt Peak        | Spacewatch           | —         | MPC                           |
| 375685     | 2009 JF    | 2 mai 2009  | La Sagra         | Mallorca Obs.        | —         | MPC                           |
| 375686     | 2009 KZ14  | 26 mai 2009 | Catalina         | CSS                  | —         | MPC                           |
| 375687     | 2009 KG21  | 29 mai 2009 | Kitt Peak        | Spacewatch           | —         | MPC                           |
| 375688     | 2009 KN22  | 31 mai 2009 | Skylive          | F. Tozzi             | —         | MPC                           |
| 375689     | 2009 KT23  | 3 out 2006  | Mount Lemmon     | Mount Lemmon Survey  | —         | MPC                           |
| 375690     | 2009 KH36  | 30 nov 2003 | Kitt Peak        | Spacewatch           | —         | MPC                           |
| 375691     | 2009 ME1   | 22 jun 2009 | Calvin-Rehoboth  | Calvin–Rehoboth Obs. | —         | MPC                           |
| 375692     | 2009 MY8   | 28 jun 2009 | La Sagra         | Mallorca Obs.        | —         | MPC                           |
| 375693     | 2009 NG2   | 14 jul 2009 | Kitt Peak        | Spacewatch           | —         | MPC                           |
| 375694     | 2009 OM4   | 19 jul 2009 | La Sagra         | Mallorca Obs.        | —         | MPC                           |
| 375695     | 2009 OY4   | 27 jun 2009 | Mount Lemmon     | Mount Lemmon Survey  | —         | MPC                           |
| 375696     | 2009 OB5   | 19 jul 2009 | La Sagra         | Mallorca Obs.        | —         | MPC                           |
| 375697     | 2009 OD21  | 27 jul 2009 | La Sagra         | Mallorca Obs.        | —         | MPC                           |
| 375698     | 2009 OE25  | 20 jul 2009 | Siding Spring    | SSS                  | —         | MPC                           |
| 375699     | 2009 ON25  | 22 out 2006 | Catalina         | CSS                  | —         | MPC                           |
| 375700     | 2009 PY1   | 15 ago 2009 | Altschwendt      | W. Ries              | —         | MPC                           |

## 375701–375800
| Designação | Designação | Descoberta  | Descoberta           | Descobridor(es)           | Categoria | Mais informações / Referência |
| Permanente | Provisória | Data        | Local                | Descobridor(es)           | Categoria | Mais informações / Referência |
| ---------- | ---------- | ----------- | -------------------- | ------------------------- | --------- | ----------------------------- |
| 375701     | 2009 PY3   | 5 set 1994  | La Silla             | E. W. Elst                | —         | MPC                           |
| 375702     | 2009 PC4   | 14 ago 2009 | La Sagra             | Mallorca Obs.             | —         | MPC                           |
| 375703     | 2009 PD5   | 15 ago 2009 | La Sagra             | Mallorca Obs.             | —         | MPC                           |
| 375704     | 2009 PJ6   | 15 ago 2009 | Kitt Peak            | Spacewatch                | —         | MPC                           |
| 375705     | 2009 PU6   | 15 ago 2009 | Kitt Peak            | Spacewatch                | —         | MPC                           |
| 375706     | 2009 PN7   | 15 ago 2009 | Catalina             | CSS                       | —         | MPC                           |
| 375707     | 2009 PT10  | 1 ago 2009  | Kitt Peak            | Spacewatch                | —         | MPC                           |
| 375708     | 2009 PF12  | 23 jun 2009 | Mount Lemmon         | Mount Lemmon Survey       | —         | MPC                           |
| 375709     | 2009 PZ13  | 15 ago 2009 | Kitt Peak            | Spacewatch                | —         | MPC                           |
| 375710     | 2009 PD18  | 15 ago 2009 | Kitt Peak            | Spacewatch                | —         | MPC                           |
| 375711     | 2009 PC19  | 15 ago 2009 | Kitt Peak            | Spacewatch                | —         | MPC                           |
| 375712     | 2009 PK19  | 15 ago 2009 | Kitt Peak            | Spacewatch                | —         | MPC                           |
| 375713     | 2009 PK21  | 5 dez 2002  | Socorro              | LINEAR                    | —         | MPC                           |
| 375714     | 2009 QE9   | 19 ago 2009 | Skylive              | F. Tozzi                  | —         | MPC                           |
| 375715     | 2009 QF19  | 18 ago 2009 | La Sagra             | Mallorca Obs.             | —         | MPC                           |
| 375716     | 2009 QJ20  | 19 ago 2009 | La Sagra             | Mallorca Obs.             | —         | MPC                           |
| 375717     | 2009 QO20  | 19 ago 2009 | La Sagra             | Mallorca Obs.             | —         | MPC                           |
| 375718     | 2009 QU20  | 19 ago 2009 | La Sagra             | Mallorca Obs.             | —         | MPC                           |
| 375719     | 2009 QK21  | 19 ago 2009 | La Sagra             | Mallorca Obs.             | —         | MPC                           |
| 375720     | 2009 QF23  | 16 ago 2009 | La Sagra             | Mallorca Obs.             | —         | MPC                           |
| 375721     | 2009 QG32  | 10 ago 2009 | Kitt Peak            | Spacewatch                | —         | MPC                           |
| 375722     | 2009 QK32  | 25 ago 2009 | Plana                | F. Fratev                 | —         | MPC                           |
| 375723     | 2009 QM38  | 29 ago 2009 | Bergisch Gladbac     | W. Bickel                 | —         | MPC                           |
| 375724     | 2009 QO40  | 26 ago 2009 | La Sagra             | Mallorca Obs.             | —         | MPC                           |
| 375725     | 2009 QD44  | 15 ago 2009 | Kitt Peak            | Spacewatch                | —         | MPC                           |
| 375726     | 2009 QB45  | 27 ago 2009 | Catalina             | CSS                       | —         | MPC                           |
| 375727     | 2009 QD47  | 28 ago 2009 | La Sagra             | Mallorca Obs.             | —         | MPC                           |
| 375728     | 2009 QM47  | 28 ago 2009 | La Sagra             | Mallorca Obs.             | —         | MPC                           |
| 375729     | 2009 QT56  | 16 ago 2009 | La Sagra             | Mallorca Obs.             | —         | MPC                           |
| 375730     | 2009 QK63  | 28 ago 2009 | Kitt Peak            | Spacewatch                | —         | MPC                           |
| 375731     | 2009 RY7   | 12 set 2009 | Kitt Peak            | Spacewatch                | —         | MPC                           |
| 375732     | 2009 RM12  | 12 set 2009 | Kitt Peak            | Spacewatch                | —         | MPC                           |
| 375733     | 2009 RC31  | 14 set 2009 | Kitt Peak            | Spacewatch                | —         | MPC                           |
| 375734     | 2009 RQ34  | 14 set 2009 | Kitt Peak            | Spacewatch                | —         | MPC                           |
| 375735     | 2009 RC35  | 14 set 2009 | Kitt Peak            | Spacewatch                | —         | MPC                           |
| 375736     | 2009 RA39  | 15 set 2009 | Kitt Peak            | Spacewatch                | —         | MPC                           |
| 375737     | 2009 RL47  | 15 set 2009 | Kitt Peak            | Spacewatch                | —         | MPC                           |
| 375738     | 2009 RU50  | 15 set 2009 | Kitt Peak            | Spacewatch                | —         | MPC                           |
| 375739     | 2009 RF54  | 18 nov 2001 | Kitt Peak            | Spacewatch                | —         | MPC                           |
| 375740     | 2009 RU58  | 15 set 2009 | Kitt Peak            | Spacewatch                | —         | MPC                           |
| 375741     | 2009 RE62  | 14 set 2009 | Kitt Peak            | Spacewatch                | —         | MPC                           |
| 375742     | 2009 RW71  | 15 set 2009 | Kitt Peak            | Spacewatch                | —         | MPC                           |
| 375743     | 2009 SG12  | 16 set 2009 | Mount Lemmon         | Mount Lemmon Survey       | —         | MPC                           |
| 375744     | 2009 SG29  | 16 set 2009 | Kitt Peak            | Spacewatch                | —         | MPC                           |
| 375745     | 2009 SU33  | 16 set 2009 | Kitt Peak            | Spacewatch                | —         | MPC                           |
| 375746     | 2009 SY39  | 16 set 2009 | Kitt Peak            | Spacewatch                | —         | MPC                           |
| 375747     | 2009 SP40  | 16 set 2009 | Kitt Peak            | Spacewatch                | —         | MPC                           |
| 375748     | 2009 ST40  | 16 set 2009 | Kitt Peak            | Spacewatch                | —         | MPC                           |
| 375749     | 2009 SL41  | 16 set 2009 | Mount Lemmon         | Mount Lemmon Survey       | Mitidika  | MPC                           |
| 375750     | 2009 SJ42  | 16 set 2009 | Kitt Peak            | Spacewatch                | —         | MPC                           |
| 375751     | 2009 SU42  | 16 set 2009 | Kitt Peak            | Spacewatch                | —         | MPC                           |
| 375752     | 2009 SU52  | 17 set 2009 | Mount Lemmon         | Mount Lemmon Survey       | —         | MPC                           |
| 375753     | 2009 SL56  | 17 set 2009 | Kitt Peak            | Spacewatch                | —         | MPC                           |
| 375754     | 2009 SX63  | 17 set 2009 | Mount Lemmon         | Mount Lemmon Survey       | Mitidika  | MPC                           |
| 375755     | 2009 SF77  | 17 set 2009 | Kitt Peak            | Spacewatch                | —         | MPC                           |
| 375756     | 2009 SJ77  | 30 mai 2008 | Mount Lemmon         | Mount Lemmon Survey       | —         | MPC                           |
| 375757     | 2009 SV81  | 18 set 2009 | Mount Lemmon         | Mount Lemmon Survey       | Mitidika  | MPC                           |
| 375758     | 2009 SP96  | 19 set 2009 | Mount Lemmon         | Mount Lemmon Survey       | —         | MPC                           |
| 375759     | 2009 SU100 | 20 set 2009 | Moletai              | K. Černis, J. Zdanavičius | —         | MPC                           |
| 375760     | 2009 ST110 | 17 set 2009 | Catalina             | CSS                       | —         | MPC                           |
| 375761     | 2009 SS112 | 18 set 2009 | Kitt Peak            | Spacewatch                | —         | MPC                           |
| 375762     | 2009 SN118 | 18 set 2009 | Kitt Peak            | Spacewatch                | —         | MPC                           |
| 375763     | 2009 SN125 | 18 set 2009 | Kitt Peak            | Spacewatch                | —         | MPC                           |
| 375764     | 2009 SJ130 | 18 set 2009 | Kitt Peak            | Spacewatch                | —         | MPC                           |
| 375765     | 2009 SV131 | 18 set 2009 | Kitt Peak            | Spacewatch                | —         | MPC                           |
| 375766     | 2009 SC134 | 18 set 2009 | Kitt Peak            | Spacewatch                | —         | MPC                           |
| 375767     | 2009 SM137 | 18 set 2009 | Kitt Peak            | Spacewatch                | —         | MPC                           |
| 375768     | 2009 SJ138 | 18 set 2009 | Kitt Peak            | Spacewatch                | —         | MPC                           |
| 375769     | 2009 SN146 | 19 set 2009 | Kitt Peak            | Spacewatch                | —         | MPC                           |
| 375770     | 2009 SU149 | 10 mar 2008 | Kitt Peak            | Spacewatch                | —         | MPC                           |
| 375771     | 2009 ST150 | 1 ago 2005  | Campo Imperatore     | CINEOS                    | —         | MPC                           |
| 375772     | 2009 SX152 | 16 fev 2007 | Mount Lemmon         | Mount Lemmon Survey       | —         | MPC                           |
| 375773     | 2009 SD156 | 20 set 2009 | Kitt Peak            | Spacewatch                | —         | MPC                           |
| 375774     | 2009 SX156 | 20 set 2009 | Kitt Peak            | Spacewatch                | Phocaea   | MPC                           |
| 375775     | 2009 SL160 | 20 set 2009 | Kitt Peak            | Spacewatch                | —         | MPC                           |
| 375776     | 2009 SZ200 | 22 set 2009 | Mount Lemmon         | Mount Lemmon Survey       | —         | MPC                           |
| 375777     | 2009 SH230 | 16 set 2009 | Catalina             | CSS                       | —         | MPC                           |
| 375778     | 2009 SA239 | 16 set 2009 | Catalina             | CSS                       | —         | MPC                           |
| 375779     | 2009 SK245 | 23 set 2009 | Tiki                 | N. Teamo                  | —         | MPC                           |
| 375780     | 2009 SU281 | 25 set 2009 | Kitt Peak            | Spacewatch                | —         | MPC                           |
| 375781     | 2009 SU284 | 25 set 2009 | Mount Lemmon         | Mount Lemmon Survey       | —         | MPC                           |
| 375782     | 2009 SE285 | 25 set 2009 | Mount Lemmon         | Mount Lemmon Survey       | —         | MPC                           |
| 375783     | 2009 SC290 | 25 set 2009 | Kitt Peak            | Spacewatch                | —         | MPC                           |
| 375784     | 2009 SZ291 | 26 set 2009 | Mount Lemmon         | Mount Lemmon Survey       | —         | MPC                           |
| 375785     | 2009 SF295 | 27 set 2009 | Mount Lemmon         | Mount Lemmon Survey       | —         | MPC                           |
| 375786     | 2009 SZ296 | 21 set 2009 | Catalina             | CSS                       | Phocaea   | MPC                           |
| 375787     | 2009 SB309 | 28 ago 2009 | Kitt Peak            | Spacewatch                | —         | MPC                           |
| 375788     | 2009 SR309 | 18 set 2009 | Kitt Peak            | Spacewatch                | —         | MPC                           |
| 375789     | 2009 SU327 | 26 set 2009 | Kitt Peak            | Spacewatch                | —         | MPC                           |
| 375790     | 2009 SN328 | 28 set 2009 | Kitt Peak            | Spacewatch                | —         | MPC                           |
| 375791     | 2009 SO332 | 21 set 2009 | Catalina             | CSS                       | —         | MPC                           |
| 375792     | 2009 SN339 | 22 set 2009 | Mount Lemmon         | Mount Lemmon Survey       | —         | MPC                           |
| 375793     | 2009 SR339 | 22 set 2009 | Mount Lemmon         | Mount Lemmon Survey       | —         | MPC                           |
| 375794     | 2009 SA346 | 22 set 2009 | Kitt Peak            | Spacewatch                | —         | MPC                           |
| 375795     | 2009 SW356 | 18 set 2009 | Kitt Peak            | Spacewatch                | —         | MPC                           |
| 375796     | 2009 SY358 | 20 set 2009 | Kitt Peak            | Spacewatch                | Mitidika  | MPC                           |
| 375797     | 2009 SU363 | 23 set 2009 | Mount Lemmon         | Mount Lemmon Survey       | —         | MPC                           |
| 375798     | 2009 TA4   | 12 out 2009 | Vallemare di Borbona | V. S. Casulli             | Phocaea   | MPC                           |
| 375799     | 2009 TO11  | 13 out 2009 | Bergisch Gladbac     | W. Bickel                 | —         | MPC                           |
| 375800     | 2009 TM12  | 16 set 2009 | Mount Lemmon         | Mount Lemmon Survey       | —         | MPC                           |

## 375801–375900
| Designação           | Designação | Descoberta  | Descoberta      | Descobridor(es)           | Categoria | Mais informações / Referência |
| Permanente           | Provisória | Data        | Local           | Descobridor(es)           | Categoria | Mais informações / Referência |
| -------------------- | ---------- | ----------- | --------------- | ------------------------- | --------- | ----------------------------- |
| 375801               | 2009 TC14  | 20 set 2009 | Moletai         | K. Černis, J. Zdanavičius | —         | MPC                           |
| 375802               | 2009 TM14  | 11 out 2009 | Catalina        | CSS                       | —         | MPC                           |
| 375803               | 2009 TQ15  | 1 out 2009  | Mount Lemmon    | Mount Lemmon Survey       | —         | MPC                           |
| 375804               | 2009 TW15  | 1 out 2009  | Mount Lemmon    | Mount Lemmon Survey       | —         | MPC                           |
| 375805               | 2009 TY19  | 11 out 2009 | Mount Lemmon    | Mount Lemmon Survey       | —         | MPC                           |
| 375806               | 2009 TE22  | 12 out 2009 | La Sagra        | Mallorca Obs.             | —         | MPC                           |
| 375807               | 2009 TV36  | 15 out 2009 | La Sagra        | Mallorca Obs.             | —         | MPC                           |
| 375808               | 2009 TR38  | 15 out 2009 | La Sagra        | Mallorca Obs.             | —         | MPC                           |
| 375809               | 2009 TS39  | 14 out 2009 | Catalina        | CSS                       | —         | MPC                           |
| 375810               | 2009 TG42  | 11 out 2009 | Mount Lemmon    | Mount Lemmon Survey       | —         | MPC                           |
| 375811               | 2009 TZ45  | 12 out 2009 | Mount Lemmon    | Mount Lemmon Survey       | —         | MPC                           |
| 375812               | 2009 UA2   | 17 out 2009 | Mayhill         | A. Lowe                   | Eos       | MPC                           |
| 375813               | 2009 UU4   | 17 out 2009 | Bisei SG Center | BATTeRS                   | —         | MPC                           |
| 375814               | 2009 UF16  | 18 out 2009 | Kitt Peak       | Spacewatch                | Phocaea   | MPC                           |
| 375815               | 2009 UT25  | 18 out 2009 | Catalina        | CSS                       | —         | MPC                           |
| 375816               | 2009 UP26  | 21 out 2009 | Catalina        | CSS                       | —         | MPC                           |
| 375817               | 2009 UW27  | 22 out 2009 | Catalina        | CSS                       | —         | MPC                           |
| 375818               | 2009 UZ27  | 22 out 2009 | Catalina        | CSS                       | —         | MPC                           |
| 375819               | 2009 UO35  | 21 out 2009 | Mount Lemmon    | Mount Lemmon Survey       | —         | MPC                           |
| 375820               | 2009 UV41  | 18 out 2009 | Mount Lemmon    | Mount Lemmon Survey       | —         | MPC                           |
| 375821               | 2009 UC47  | 18 out 2009 | Mount Lemmon    | Mount Lemmon Survey       | —         | MPC                           |
| 375822               | 2009 UN47  | 18 out 2009 | Kitt Peak       | Spacewatch                | —         | MPC                           |
| 375823               | 2009 UB62  | 17 set 2009 | Kitt Peak       | Spacewatch                | —         | MPC                           |
| 375824               | 2009 UA69  | 18 out 2009 | Mount Lemmon    | Mount Lemmon Survey       | —         | MPC                           |
| 375825               | 2009 UQ72  | 23 out 2009 | Mount Lemmon    | Mount Lemmon Survey       | —         | MPC                           |
| 375826               | 2009 UC73  | 18 out 2009 | Mount Lemmon    | Mount Lemmon Survey       | —         | MPC                           |
| 375827               | 2009 UO78  | 21 out 2009 | Mount Lemmon    | Mount Lemmon Survey       | —         | MPC                           |
| 375828               | 2009 UD81  | 22 out 2009 | Catalina        | CSS                       | —         | MPC                           |
| 375829               | 2009 UB86  | 24 out 2009 | Mount Lemmon    | Mount Lemmon Survey       | —         | MPC                           |
| 375830               | 2009 UF87  | 24 out 2009 | Catalina        | CSS                       | —         | MPC                           |
| 375831               | 2009 UO87  | 15 out 2009 | Socorro         | LINEAR                    | —         | MPC                           |
| 375832 Yurijmedvedev | 2009 UH92  | 22 out 2009 | Zelenchukskaya  | T. V. Kryachko            | —         | MPC                           |
| 375833               | 2009 UQ100 | 23 out 2009 | Mount Lemmon    | Mount Lemmon Survey       | —         | MPC                           |
| 375834               | 2009 UW108 | 23 out 2009 | Kitt Peak       | Spacewatch                | Phocaea   | MPC                           |
| 375835               | 2009 UV112 | 26 out 2009 | Catalina        | CSS                       | —         | MPC                           |
| 375836               | 2009 UB117 | 22 out 2009 | Mount Lemmon    | Mount Lemmon Survey       | —         | MPC                           |
| 375837               | 2009 UR123 | 18 out 2009 | La Sagra        | Mallorca Obs.             | —         | MPC                           |
| 375838               | 2009 UF128 | 25 out 2009 | Kitt Peak       | Spacewatch                | —         | MPC                           |
| 375839               | 2009 UO130 | 24 out 2009 | Catalina        | CSS                       | —         | MPC                           |
| 375840               | 2009 UR136 | 24 out 2009 | Catalina        | CSS                       | Phocaea   | MPC                           |
| 375841               | 2009 UY137 | 24 out 2009 | Catalina        | CSS                       | —         | MPC                           |
| 375842               | 2009 UQ141 | 23 out 2009 | Mount Lemmon    | Mount Lemmon Survey       | —         | MPC                           |
| 375843               | 2009 UK148 | 22 out 2009 | Mount Lemmon    | Mount Lemmon Survey       | —         | MPC                           |
| 375844               | 2009 UT149 | 26 out 2009 | Mount Lemmon    | Mount Lemmon Survey       | —         | MPC                           |
| 375845               | 2009 UJ151 | 16 out 2009 | Mount Lemmon    | Mount Lemmon Survey       | —         | MPC                           |
| 375846               | 2009 UR151 | 22 out 2009 | Mount Lemmon    | Mount Lemmon Survey       | —         | MPC                           |
| 375847               | 2009 UQ152 | 30 out 2009 | Mount Lemmon    | Mount Lemmon Survey       | —         | MPC                           |
| 375848               | 2009 UZ152 | 23 out 2009 | Kitt Peak       | Spacewatch                | —         | MPC                           |
| 375849               | 2009 VL6   | 16 set 2009 | Mount Lemmon    | Mount Lemmon Survey       | —         | MPC                           |
| 375850               | 2009 VD7   | 30 out 2009 | Mount Lemmon    | Mount Lemmon Survey       | —         | MPC                           |
| 375851               | 2009 VE9   | 8 nov 2009  | Mount Lemmon    | Mount Lemmon Survey       | —         | MPC                           |
| 375852               | 2009 VZ11  | 8 nov 2009  | Mount Lemmon    | Mount Lemmon Survey       | —         | MPC                           |
| 375853               | 2009 VG13  | 22 out 2005 | Kitt Peak       | Spacewatch                | —         | MPC                           |
| 375854               | 2009 VA14  | 8 nov 2009  | Mount Lemmon    | Mount Lemmon Survey       | —         | MPC                           |
| 375855               | 2009 VQ14  | 8 nov 2009  | Mount Lemmon    | Mount Lemmon Survey       | —         | MPC                           |
| 375856               | 2009 VZ16  | 8 nov 2009  | Mount Lemmon    | Mount Lemmon Survey       | —         | MPC                           |
| 375857               | 2009 VG17  | 8 nov 2009  | Catalina        | CSS                       | —         | MPC                           |
| 375858               | 2009 VW18  | 9 nov 2009  | Kitt Peak       | Spacewatch                | —         | MPC                           |
| 375859               | 2009 VC22  | 9 nov 2009  | Mount Lemmon    | Mount Lemmon Survey       | Phocaea   | MPC                           |
| 375860               | 2009 VX22  | 21 set 2009 | Mount Lemmon    | Mount Lemmon Survey       | —         | MPC                           |
| 375861               | 2009 VM28  | 8 nov 2009  | Kitt Peak       | Spacewatch                | —         | MPC                           |
| 375862               | 2009 VV32  | 9 nov 2009  | Mount Lemmon    | Mount Lemmon Survey       | —         | MPC                           |
| 375863               | 2009 VL33  | 9 mar 2007  | Kitt Peak       | Spacewatch                | —         | MPC                           |
| 375864               | 2009 VZ33  | 10 nov 2009 | Mount Lemmon    | Mount Lemmon Survey       | —         | MPC                           |
| 375865               | 2009 VP35  | 21 set 2009 | Mount Lemmon    | Mount Lemmon Survey       | —         | MPC                           |
| 375866               | 2009 VV38  | 9 nov 2009  | Kitt Peak       | Spacewatch                | —         | MPC                           |
| 375867               | 2009 VR39  | 11 nov 2009 | Kitt Peak       | Spacewatch                | —         | MPC                           |
| 375868               | 2009 VW39  | 11 nov 2009 | Kitt Peak       | Spacewatch                | —         | MPC                           |
| 375869               | 2009 VV41  | 9 nov 2009  | Mount Lemmon    | Mount Lemmon Survey       | —         | MPC                           |
| 375870               | 2009 VM45  | 11 nov 2009 | Kitt Peak       | Spacewatch                | —         | MPC                           |
| 375871               | 2009 VK46  | 14 jan 2002 | Kitt Peak       | Spacewatch                | —         | MPC                           |
| 375872               | 2009 VL46  | 9 nov 2009  | Catalina        | CSS                       | —         | MPC                           |
| 375873               | 2009 VQ50  | 8 nov 2009  | Kitt Peak       | Spacewatch                | —         | MPC                           |
| 375874               | 2009 VT50  | 22 out 2009 | Mount Lemmon    | Mount Lemmon Survey       | —         | MPC                           |
| 375875               | 2009 VO51  | 26 out 2009 | Kitt Peak       | Spacewatch                | —         | MPC                           |
| 375876               | 2009 VC57  | 11 nov 2009 | Mount Lemmon    | Mount Lemmon Survey       | —         | MPC                           |
| 375877               | 2009 VY57  | 12 nov 2009 | La Sagra        | Mallorca Obs.             | —         | MPC                           |
| 375878               | 2009 VL58  | 15 nov 2009 | Catalina        | CSS                       | —         | MPC                           |
| 375879               | 2009 VU58  | 12 nov 2009 | Dauban          | F. Kugel                  | —         | MPC                           |
| 375880               | 2009 VX60  | 14 out 2009 | Catalina        | CSS                       | —         | MPC                           |
| 375881               | 2009 VH61  | 8 nov 2009  | Kitt Peak       | Spacewatch                | —         | MPC                           |
| 375882               | 2009 VL62  | 8 nov 2009  | Kitt Peak       | Spacewatch                | —         | MPC                           |
| 375883               | 2009 VS62  | 8 nov 2009  | Kitt Peak       | Spacewatch                | —         | MPC                           |
| 375884               | 2009 VD63  | 8 nov 2009  | Kitt Peak       | Spacewatch                | —         | MPC                           |
| 375885               | 2009 VE63  | 8 nov 2009  | Kitt Peak       | Spacewatch                | —         | MPC                           |
| 375886               | 2009 VO71  | 10 nov 2009 | Kitt Peak       | Spacewatch                | —         | MPC                           |
| 375887               | 2009 VR71  | 11 nov 2009 | Kitt Peak       | Spacewatch                | —         | MPC                           |
| 375888               | 2009 VG72  | 14 nov 2009 | Socorro         | LINEAR                    | —         | MPC                           |
| 375889               | 2009 VJ72  | 14 nov 2009 | Socorro         | LINEAR                    | —         | MPC                           |
| 375890               | 2009 VN72  | 14 nov 2009 | Socorro         | LINEAR                    | —         | MPC                           |
| 375891               | 2009 VZ75  | 15 nov 2009 | Catalina        | CSS                       | —         | MPC                           |
| 375892               | 2009 VQ82  | 8 nov 2009  | Kitt Peak       | Spacewatch                | —         | MPC                           |
| 375893               | 2009 VB83  | 22 ago 2004 | Kitt Peak       | Spacewatch                | —         | MPC                           |
| 375894               | 2009 VL85  | 25 nov 2005 | Kitt Peak       | Spacewatch                | —         | MPC                           |
| 375895               | 2009 VF86  | 10 nov 2009 | Kitt Peak       | Spacewatch                | —         | MPC                           |
| 375896               | 2009 VZ86  | 10 nov 2009 | Kitt Peak       | Spacewatch                | —         | MPC                           |
| 375897               | 2009 VN87  | 10 nov 2009 | Kitt Peak       | Spacewatch                | —         | MPC                           |
| 375898               | 2009 VU91  | 28 set 2009 | Mount Lemmon    | Mount Lemmon Survey       | —         | MPC                           |
| 375899               | 2009 VQ92  | 25 out 2009 | Kitt Peak       | Spacewatch                | —         | MPC                           |
| 375900               | 2009 VP94  | 9 nov 2009  | Kitt Peak       | Spacewatch                | —         | MPC                           |

## 375901–376000
| Designação | Designação | Descoberta  | Descoberta      | Descobridor(es)     | Categoria | Mais informações / Referência |
| Permanente | Provisória | Data        | Local           | Descobridor(es)     | Categoria | Mais informações / Referência |
| ---------- | ---------- | ----------- | --------------- | ------------------- | --------- | ----------------------------- |
| 375901     | 2009 VA95  | 9 nov 2009  | Kitt Peak       | Spacewatch          | —         | MPC                           |
| 375902     | 2009 VB95  | 9 nov 2009  | Kitt Peak       | Spacewatch          | —         | MPC                           |
| 375903     | 2009 VQ96  | 8 nov 2009  | Kitt Peak       | Spacewatch          | —         | MPC                           |
| 375904     | 2009 VJ105 | 10 nov 2009 | Catalina        | CSS                 | —         | MPC                           |
| 375905     | 2009 VU107 | 8 nov 2009  | Mount Lemmon    | Mount Lemmon Survey | —         | MPC                           |
| 375906     | 2009 VL110 | 10 nov 2009 | Mount Lemmon    | Mount Lemmon Survey | —         | MPC                           |
| 375907     | 2009 VX113 | 8 nov 2009  | Kitt Peak       | Spacewatch          | —         | MPC                           |
| 375908     | 2009 VZ113 | 8 nov 2009  | Mount Lemmon    | Mount Lemmon Survey | —         | MPC                           |
| 375909     | 2009 VH114 | 9 nov 2009  | Kitt Peak       | Spacewatch          | —         | MPC                           |
| 375910     | 2009 WP9   | 19 nov 2009 | Socorro         | LINEAR              | —         | MPC                           |
| 375911     | 2009 WP10  | 19 nov 2009 | Socorro         | LINEAR              | Phocaea   | MPC                           |
| 375912     | 2009 WY14  | 16 nov 2009 | Mount Lemmon    | Mount Lemmon Survey | —         | MPC                           |
| 375913     | 2009 WY18  | 10 set 2004 | Kitt Peak       | Spacewatch          | —         | MPC                           |
| 375914     | 2009 WV23  | 19 nov 2009 | Catalina        | CSS                 | Phocaea   | MPC                           |
| 375915     | 2009 WL26  | 13 abr 2007 | Siding Spring   | SSS                 | —         | MPC                           |
| 375916     | 2009 WF28  | 16 nov 2009 | Kitt Peak       | Spacewatch          | Eos       | MPC                           |
| 375917     | 2009 WL28  | 16 nov 2009 | Kitt Peak       | Spacewatch          | —         | MPC                           |
| 375918     | 2009 WY35  | 17 nov 2009 | Kitt Peak       | Spacewatch          | Phocaea   | MPC                           |
| 375919     | 2009 WE37  | 17 nov 2009 | Kitt Peak       | Spacewatch          | —         | MPC                           |
| 375920     | 2009 WB41  | 17 nov 2009 | Kitt Peak       | Spacewatch          | —         | MPC                           |
| 375921     | 2009 WK41  | 2 dez 2004  | Kitt Peak       | Spacewatch          | —         | MPC                           |
| 375922     | 2009 WY41  | 17 nov 2009 | Kitt Peak       | Spacewatch          | —         | MPC                           |
| 375923     | 2009 WB43  | 17 nov 2009 | Catalina        | CSS                 | Phocaea   | MPC                           |
| 375924     | 2009 WE44  | 5 dez 2005  | Kitt Peak       | Spacewatch          | —         | MPC                           |
| 375925     | 2009 WV46  | 18 nov 2009 | Mount Lemmon    | Mount Lemmon Survey | —         | MPC                           |
| 375926     | 2009 WX46  | 18 nov 2009 | Mount Lemmon    | Mount Lemmon Survey | —         | MPC                           |
| 375927     | 2009 WY52  | 22 nov 2009 | Bisei SG Center | BATTeRS             | —         | MPC                           |
| 375928     | 2009 WU62  | 16 nov 2009 | Mount Lemmon    | Mount Lemmon Survey | —         | MPC                           |
| 375929     | 2009 WZ64  | 17 nov 2009 | Kitt Peak       | Spacewatch          | —         | MPC                           |
| 375930     | 2009 WD65  | 17 nov 2009 | Mount Lemmon    | Mount Lemmon Survey | —         | MPC                           |
| 375931     | 2009 WH68  | 5 mai 2003  | Kitt Peak       | Spacewatch          | —         | MPC                           |
| 375932     | 2009 WP75  | 18 nov 2009 | Kitt Peak       | Spacewatch          | —         | MPC                           |
| 375933     | 2009 WQ75  | 18 nov 2009 | Kitt Peak       | Spacewatch          | —         | MPC                           |
| 375934     | 2009 WW75  | 28 dez 2005 | Mount Lemmon    | Mount Lemmon Survey | —         | MPC                           |
| 375935     | 2009 WU82  | 19 nov 2009 | Kitt Peak       | Spacewatch          | —         | MPC                           |
| 375936     | 2009 WG84  | 19 nov 2009 | Kitt Peak       | Spacewatch          | —         | MPC                           |
| 375937     | 2009 WR87  | 19 nov 2009 | Kitt Peak       | Spacewatch          | —         | MPC                           |
| 375938     | 2009 WT87  | 19 nov 2009 | Kitt Peak       | Spacewatch          | —         | MPC                           |
| 375939     | 2009 WH88  | 19 nov 2009 | Kitt Peak       | Spacewatch          | —         | MPC                           |
| 375940     | 2009 WF101 | 22 nov 2009 | Kitt Peak       | Spacewatch          | —         | MPC                           |
| 375941     | 2009 WE102 | 22 nov 2009 | Mount Lemmon    | Mount Lemmon Survey | —         | MPC                           |
| 375942     | 2009 WB104 | 10 nov 2009 | Catalina        | CSS                 | Phocaea   | MPC                           |
| 375943     | 2009 WG121 | 26 dez 2005 | Mount Lemmon    | Mount Lemmon Survey | —         | MPC                           |
| 375944     | 2009 WJ126 | 20 nov 2009 | Kitt Peak       | Spacewatch          | Phocaea   | MPC                           |
| 375945     | 2009 WA131 | 15 abr 2007 | Kitt Peak       | Spacewatch          | —         | MPC                           |
| 375946     | 2009 WY133 | 22 set 2009 | Mount Lemmon    | Mount Lemmon Survey | —         | MPC                           |
| 375947     | 2009 WG142 | 24 out 2009 | Catalina        | CSS                 | —         | MPC                           |
| 375948     | 2009 WM153 | 19 nov 2009 | Mount Lemmon    | Mount Lemmon Survey | —         | MPC                           |
| 375949     | 2009 WH165 | 17 nov 2009 | Kitt Peak       | Spacewatch          | —         | MPC                           |
| 375950     | 2009 WL165 | 21 nov 2009 | Kitt Peak       | Spacewatch          | Koronis   | MPC                           |
| 375951     | 2009 WX166 | 21 nov 2009 | Kitt Peak       | Spacewatch          | —         | MPC                           |
| 375952     | 2009 WU168 | 22 nov 2009 | Kitt Peak       | Spacewatch          | —         | MPC                           |
| 375953     | 2009 WD169 | 22 nov 2009 | Kitt Peak       | Spacewatch          | —         | MPC                           |
| 375954     | 2009 WB170 | 22 nov 2009 | Kitt Peak       | Spacewatch          | —         | MPC                           |
| 375955     | 2009 WR172 | 22 nov 2009 | Catalina        | CSS                 | —         | MPC                           |
| 375956     | 2009 WP175 | 13 mar 2007 | Mount Lemmon    | Mount Lemmon Survey | —         | MPC                           |
| 375957     | 2009 WN178 | 16 mar 2007 | Kitt Peak       | Spacewatch          | —         | MPC                           |
| 375958     | 2009 WS178 | 23 nov 2009 | Kitt Peak       | Spacewatch          | —         | MPC                           |
| 375959     | 2009 WM180 | 23 nov 2009 | Kitt Peak       | Spacewatch          | —         | MPC                           |
| 375960     | 2009 WO195 | 25 nov 2009 | Kitt Peak       | Spacewatch          | —         | MPC                           |
| 375961     | 2009 WC198 | 25 nov 2009 | Catalina        | CSS                 | —         | MPC                           |
| 375962     | 2009 WM200 | 26 nov 2009 | Mount Lemmon    | Mount Lemmon Survey | —         | MPC                           |
| 375963     | 2009 WJ203 | 16 nov 2009 | Kitt Peak       | Spacewatch          | —         | MPC                           |
| 375964     | 2009 WW203 | 22 abr 2007 | Mount Lemmon    | Mount Lemmon Survey | —         | MPC                           |
| 375965     | 2009 WE205 | 24 set 1992 | Kitt Peak       | Spacewatch          | —         | MPC                           |
| 375966     | 2009 WZ205 | 17 nov 2009 | Kitt Peak       | Spacewatch          | —         | MPC                           |
| 375967     | 2009 WL208 | 17 nov 2009 | Kitt Peak       | Spacewatch          | —         | MPC                           |
| 375968     | 2009 WR211 | 18 nov 2009 | Kitt Peak       | Spacewatch          | —         | MPC                           |
| 375969     | 2009 WP212 | 18 nov 2009 | Kitt Peak       | Spacewatch          | Maria     | MPC                           |
| 375970     | 2009 WB216 | 22 nov 2009 | Catalina        | CSS                 | —         | MPC                           |
| 375971     | 2009 WR217 | 17 nov 2009 | Kitt Peak       | Spacewatch          | —         | MPC                           |
| 375972     | 2009 WU217 | 17 nov 2009 | Kitt Peak       | Spacewatch          | —         | MPC                           |
| 375973     | 2009 WS220 | 23 out 2009 | Kitt Peak       | Spacewatch          | —         | MPC                           |
| 375974     | 2009 WK223 | 10 out 2004 | Kitt Peak       | Spacewatch          | —         | MPC                           |
| 375975     | 2009 WN229 | 26 dez 2005 | Mount Lemmon    | Mount Lemmon Survey | —         | MPC                           |
| 375976     | 2009 WJ233 | 17 nov 2009 | Catalina        | CSS                 | —         | MPC                           |
| 375977     | 2009 WB234 | 18 nov 2009 | Mount Lemmon    | Mount Lemmon Survey | —         | MPC                           |
| 375978     | 2009 WS236 | 10 nov 2009 | Kitt Peak       | Spacewatch          | —         | MPC                           |
| 375979     | 2009 WU239 | 17 nov 2009 | Mount Lemmon    | Mount Lemmon Survey | —         | MPC                           |
| 375980     | 2009 WA246 | 23 nov 2009 | Kitt Peak       | Spacewatch          | —         | MPC                           |
| 375981     | 2009 WC246 | 23 nov 2009 | Kitt Peak       | Spacewatch          | —         | MPC                           |
| 375982     | 2009 WG248 | 3 nov 2005  | Mount Lemmon    | Mount Lemmon Survey | —         | MPC                           |
| 375983     | 2009 WY248 | 8 set 2000  | Kitt Peak       | Spacewatch          | —         | MPC                           |
| 375984     | 2009 WZ251 | 24 nov 2009 | Kitt Peak       | Spacewatch          | —         | MPC                           |
| 375985     | 2009 WG257 | 26 abr 2003 | Kitt Peak       | Spacewatch          | —         | MPC                           |
| 375986     | 2009 WN257 | 25 nov 2009 | Kitt Peak       | Spacewatch          | —         | MPC                           |
| 375987     | 2009 WB263 | 24 nov 2009 | Kitt Peak       | Spacewatch          | —         | MPC                           |
| 375988     | 2009 WG264 | 21 nov 2009 | Mount Lemmon    | Mount Lemmon Survey | Maria     | MPC                           |
| 375989     | 2009 XU3   | 28 nov 2000 | Kitt Peak       | Spacewatch          | Eos       | MPC                           |
| 375990     | 2009 XL6   | 12 dez 2009 | Mayhill         | A. Lowe             | —         | MPC                           |
| 375991     | 2009 XF9   | 31 jan 2006 | Mount Lemmon    | Mount Lemmon Survey | —         | MPC                           |
| 375992     | 2009 XP9   | 12 dez 2009 | Socorro         | LINEAR              | —         | MPC                           |
| 375993     | 2009 XS16  | 15 dez 2009 | Mount Lemmon    | Mount Lemmon Survey | Eos       | MPC                           |
| 375994     | 2009 XH20  | 15 dez 2009 | Dauban          | F. Kugel            | —         | MPC                           |
| 375995     | 2009 XP24  | 10 dez 2009 | Socorro         | LINEAR              | —         | MPC                           |
| 375996     | 2009 YM2   | 17 dez 2009 | Mount Lemmon    | Mount Lemmon Survey | —         | MPC                           |
| 375997     | 2009 YD10  | 17 dez 2009 | Mount Lemmon    | Mount Lemmon Survey | —         | MPC                           |
| 375998     | 2009 YU10  | 18 dez 2009 | Mount Lemmon    | Mount Lemmon Survey | —         | MPC                           |
| 375999     | 2009 YG24  | 17 dez 2009 | Kitt Peak       | Spacewatch          | —         | MPC                           |
| 376000     | 2010 AU4   | 4 jan 2010  | Kitt Peak       | Spacewatch          | —         | MPC                           |